# Avlidna 2022
Detta är en lista över kända personer som har avlidit under 2022.

## Januari

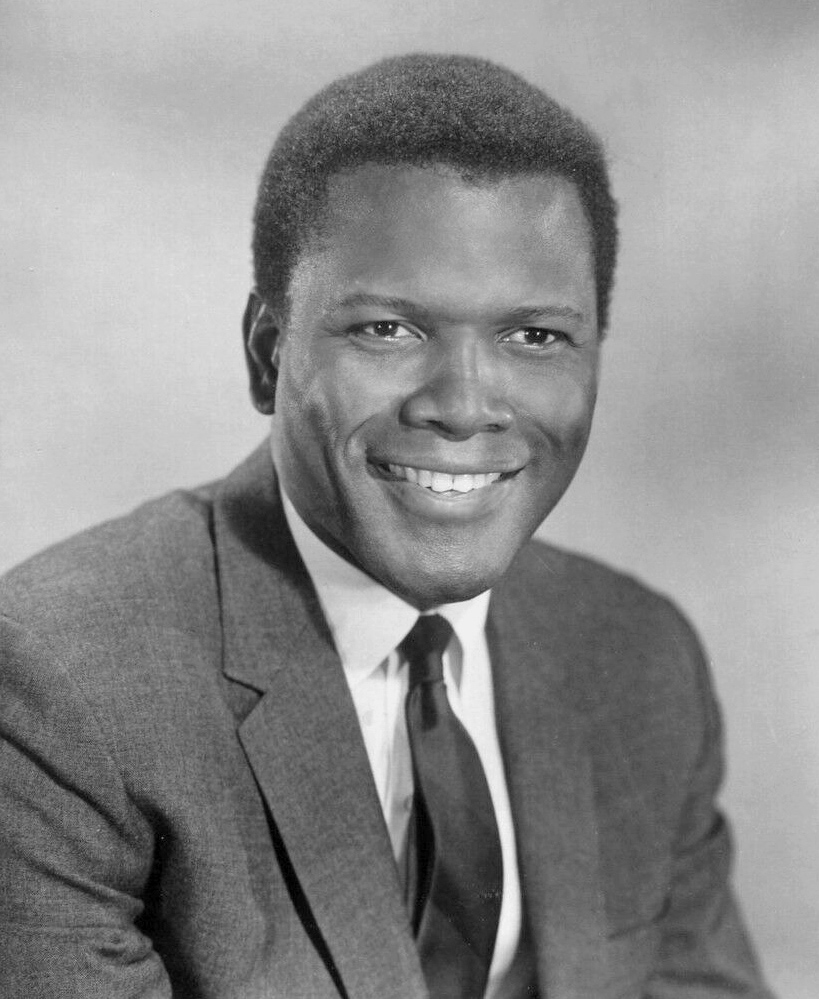
Den bahamansk-amerikanske skådespelaren Sidney Poitier avled 6 januari, 94 år gammal.

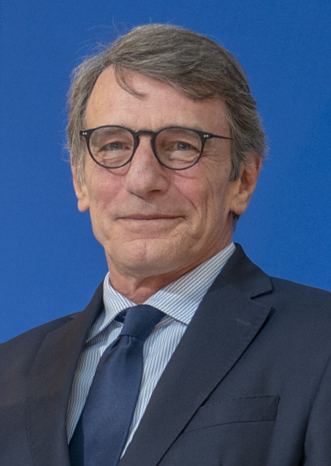
Den italienske politikern David Sassoli avled 11 januari, 65 år gammal.

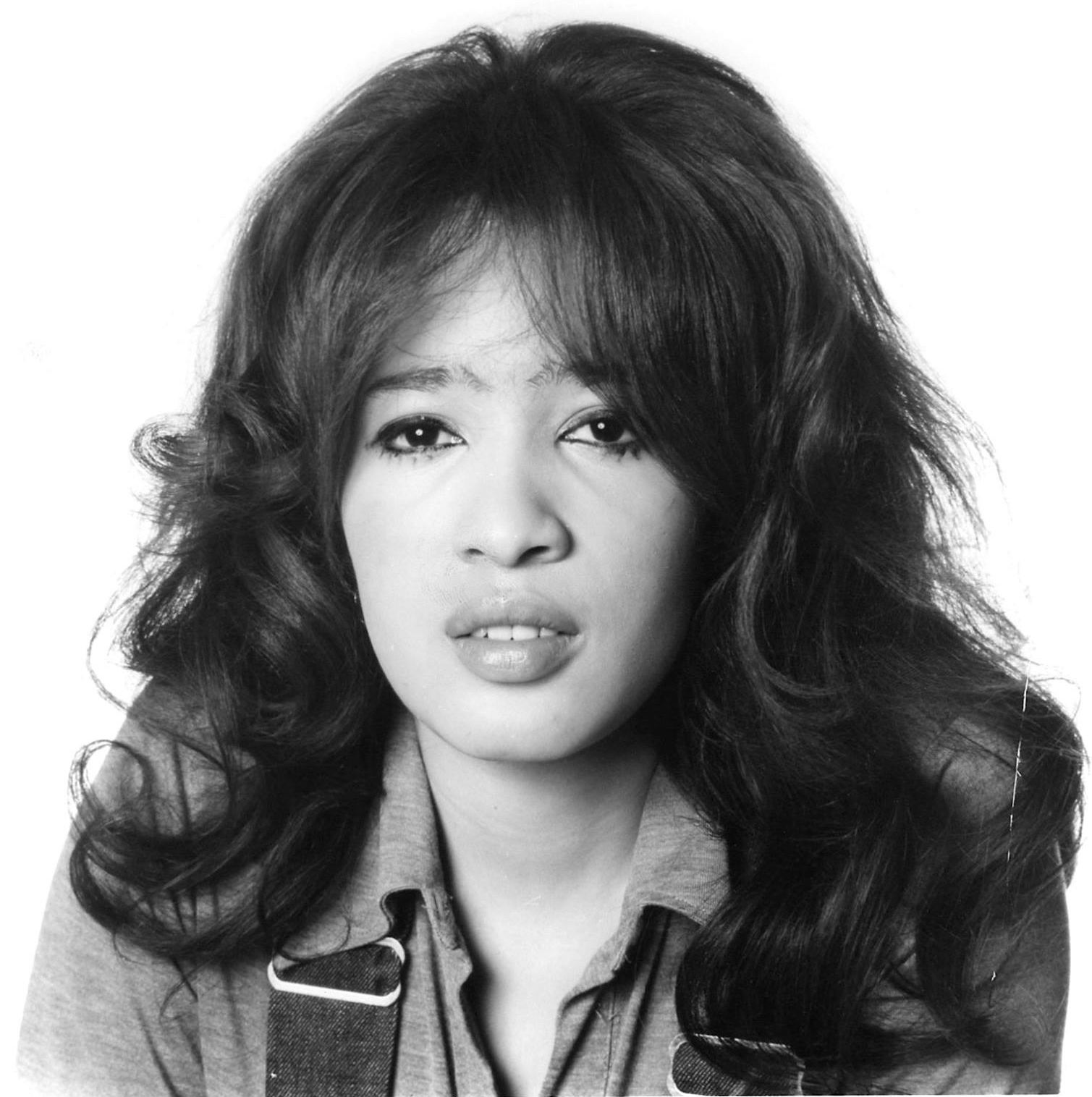
Den amerikanska sångaren Ronnie Spector avled 12 januari, 78 år gammal.

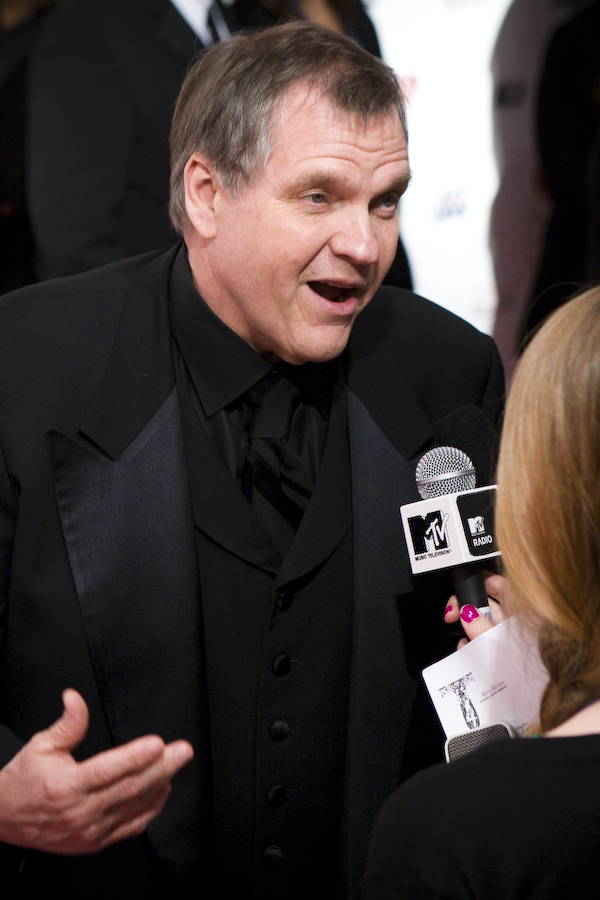
Den amerikanske sångaren och musikern Meat Loaf avled 20 januari, 74 år gammal.

- 1 januari – Barbara Chilcott, 99, kanadensisk skådespelare.[1]
- 2 januari – Eric Walter Elst, 85, belgisk astronom.[2]
- 2 januari – Richard Leakey, 77, brittisk-kenyansk antropolog, politiker och författare.[3]
- 2 januari – Rune Olausson, 88, svensk författare och översättare.[4]
- 3 januari – Gianni Celati, 84, italiensk författare.[5]
- 3 januari – Viktor Sanejev, 76, georgisk (sovjetiskfödd) trestegshoppare.[6]
- 4 januari – Jaakko Jonkka, 68, finländsk jurist och Finlands justitiekansler 2007–2017.[7]
- 4 januari – Anatolij Kuksov, 72, ukrainsk (sovjetiskfödd) fotbollsspelare och tränare.[8]
- 5 januari – Francisco Álvarez Martínez, 96, spansk romersk-katolsk kardinal, ärkebiskop av Toledo 1995–2002.[9]
- 5 januari – Olga Szabó-Orbán, 83, rumänsk fäktare.[10]
- 6 januari – Peter Bogdanovich, 82, amerikansk filmregissör, skådespelare och manusförfattare.[11]
- 6 januari – Bob Falkenburg, 95, amerikansk tennisspelare.[12]
- 6 januari – F. Sionil José, 97, filippinsk författare.[13]
- 6 januari – Sidney Poitier, 94, bahamansk-amerikansk skådespelare, filmregissör, filmproducent, författare och diplomat.[14]
- 8 januari – Marilyn Bergman, 93, amerikansk låtskrivare.[15]
- 8 januari – Andrew Jennings 78, brittisk författare och journalist.
- 8 januari – Staffan Bergsten, 89, svensk författare, litteraturvetare och litteraturkritiker.[16]
- 9 januari – Vanna Beckman, 83, svensk journalist och författare.[17]
- 9 januari – Karl-Erik Bender, 87, svensk affärsman och hästuppfödare.[18]
- 9 januari – Toshiki Kaifu, 91, japansk politiker, premiärminister 1989–1991.[19]
- 9 januari – Bob Saget, 65, amerikansk skådespelare, komiker och programledare.[20]
- 10 januari – Kerstin Bäck, 78, svensk kommunpolitiker, ståupp-komiker, föreläsare, författare och traversförare.[21][22]
- 10 januari – Deon Lendore, 29, trinidadisk löpare (sprinter).[23]
- 10 januari – Øystein Lønn, 85, norsk författare.[24]
- 10 januari – Burke Shelley, 71, brittisk sångare och musiker.
- 11 januari – Anatolij Aljabjev, 70, rysk (sovjetiskfödd) skidskytt.[25]
- 11 januari – Rosa Lee Hawkins, 76, amerikansk sångare i The Dixie Cups.[26]
- 11 januari – Herman Rechberger, 74, österrikisk-finländsk tonsättare.[27]
- 11 januari – David Sassoli, 65, italiensk politiker och journalist, Europaparlamentets talman 2019–2022.[28]
- 12 januari – Everett Lee, 105, amerikansk dirigent.[29][30]
- 12 januari – Ronnie Spector, 78, amerikansk sångare i The Ronettes.[31]
- 12 januari – Liza Öhman, 70, svensk sångare och röstskådespelare.[32]
- 13 januari – Herbert Achternbusch, 83, tysk filmskapare, författare och målare.[33]
- 13 januari – Jean-Jacques Beineix, 75, fransk filmregissör.[34]
- 13 januari – Raúl Vilches, 67, kubansk volleybollspelare.[35]
- 14 januari – Ricardo Bofill, 82, spansk arkitekt.[36]
- 14 januari – Christer Bording, 73, svensk skulptör och konsthantverkare.[37]
- 14 januari – Alice von Hildebrand, 98, belgiskfödd amerikansk filosof och teolog.[38]
- 14 januari – Dave Wolverton, 64, amerikansk science fictionförfattare.[39]
- 15 januari – Rink Babka, 85, amerikansk diskuskastare.[40]
- 15 januari – Jon Lind, 73, amerikansk låtskrivare.[41]
- 15 januari – Rachel Nagy, amerikansk sångare i The Detroit Cobras.[42]
- 16 januari – Ibrahim Boubacar Keïta, 76, malisk politiker, president 2013–2020.[43]
- 17 januari – Björn Natthiko Lindeblad, 60, svensk näringslivschef, föreläsare och buddhistmunk.[44]
- 17 januari – Yvette Mimieux, 80, amerikansk skådespelare.[45]
- 18 januari – David Cox, 97, brittisk statistiker.[46]
- 18 januari – Francisco "Paco" Gento, 88, spansk fotbollsspelare.[47]
- 18 januari – Lusia Harris, 66, amerikansk basketspelare.[48]
- 18 januari – Paavo Heininen, 84, finländsk tonsättare och professor.[49]
- 18 januari – Anatolij Novikov, 75, ukrainsk judoutövare (tävlande för Sovjetunionen).[50]
- 18 januari – André Leon Talley, 73, amerikansk modejournalist, stylist och TV-profil, mångårig kreativ chef och senior redaktör på Vogue.[51]
- 19 januari – Hans-Jürgen Dörner, 70, tysk fotbollsspelare.[52]
- 19 januari – Nils Arne Eggen, 80, norsk fotbollstränare och fotbollsspelare.[53]
- 19 januari – Hardy Krüger, 93, tysk skådespelare.[54]
- 19 januari – Truls Melin, 63, svensk konstnär.[55][56]
- 19 januari – Gaspard Ulliel, 37, fransk skådespelare.[57]
- 20 januari – Bob Goalby, 92, amerikansk golfspelare.[58]
- 20 januari – Meat Loaf, 74, amerikansk sångare, musiker och skådespelare.[59]
- 20 januari – Elza Soares, 91, brasiliansk sambasångare.[60]
- 21 januari – James Forbes, 69, amerikansk basketspelare.[61]
- 21 januari – Rex Cawley, 81, amerikansk friidrottare, OS-guld 1964.[62]
- 21 januari – Clark Gillies, 67, kanadensisk ishockeyspelare.[63]
- 22 januari – Olof Djurfeldt, 90, svensk journalist, författare, pastor och missionär.[64]
- 22 januari – Signe von der Esch, 87, svensk porträttmålare och godsägare.[65]
- 22 januari – Johan Hultin, 97, svenskamerikansk patolog.[66]
- 22 januari – Emerich Roth, 97, tjeckoslovakisk-född svensk författare, föreläsare, socialarbetare och förintelseöverlevare.[67]
- 22 januari – Thích Nhất Hạnh, 95, vietnamesisk zenbuddhistisk munk och klosterledare.[68]
- 22 januari – Roger Wallis, 80, brittiskfödd svensk kompositör och musikvetare.[69]
- 22 januari – Don Wilson, 88, amerikansk gitarrist i The Ventures.[70][71]
- 23 januari – Keto Losaberidze, 72, georgisk bågskytt (tävlande för Sovjetunionen).[72]
- 23 januari – Jean-Claude Mézières, 83, fransk serieskapare.[73]
- 23 januari – Thierry Mugler, 73, fransk modeskapare.[74][75]
- 24 januari – Szilveszter Csollány, 51, ungersk gymnast och OS-guldmedaljör.[76]
- 25 januari – Wim Jansen, 75, nederländsk fotbollsspelare och fotbollstränare.[77]
- 26 januari – Bud Brown, 94, amerikansk republikansk politiker, representanthusledamot 1965–1983 och handelsminister 1983–1988.[78]
- 26 januari – Morgan Stevens, 70, amerikansk skådespelare.[79]
- 27 januari – Lars af Malmborg, 89, svensk dirigent och tidigare chef för Kungliga Operan.[80]
- 27 januari – René de Obaldia, 103, fransk dramatiker och poet, ledamot av Franska Akademien.[81]
- 28 januari – Hans-Peter Lanig, 86, tysk alpin skidåkare.[82]
- 28 januari – Inger Säfwenberg, 81, svensk journalist.[83]
- 29 januari – Sam Lay, 86, amerikansk trumslagare med Muddy Waters och Paul Butterfield Blues Band.[84]
- 31 januari – Flemming Quist Møller, 79, dansk animatör och manusförfattare.[85]
- 31 januari – Voldemaras Novickis, 65, litauisk handbollsspelare (tävlande för Sovjetunionen).[86]
- 31 januari – Bienvenu Sene Mongaba, 55, kongolesisk författare.[87]

## Februari

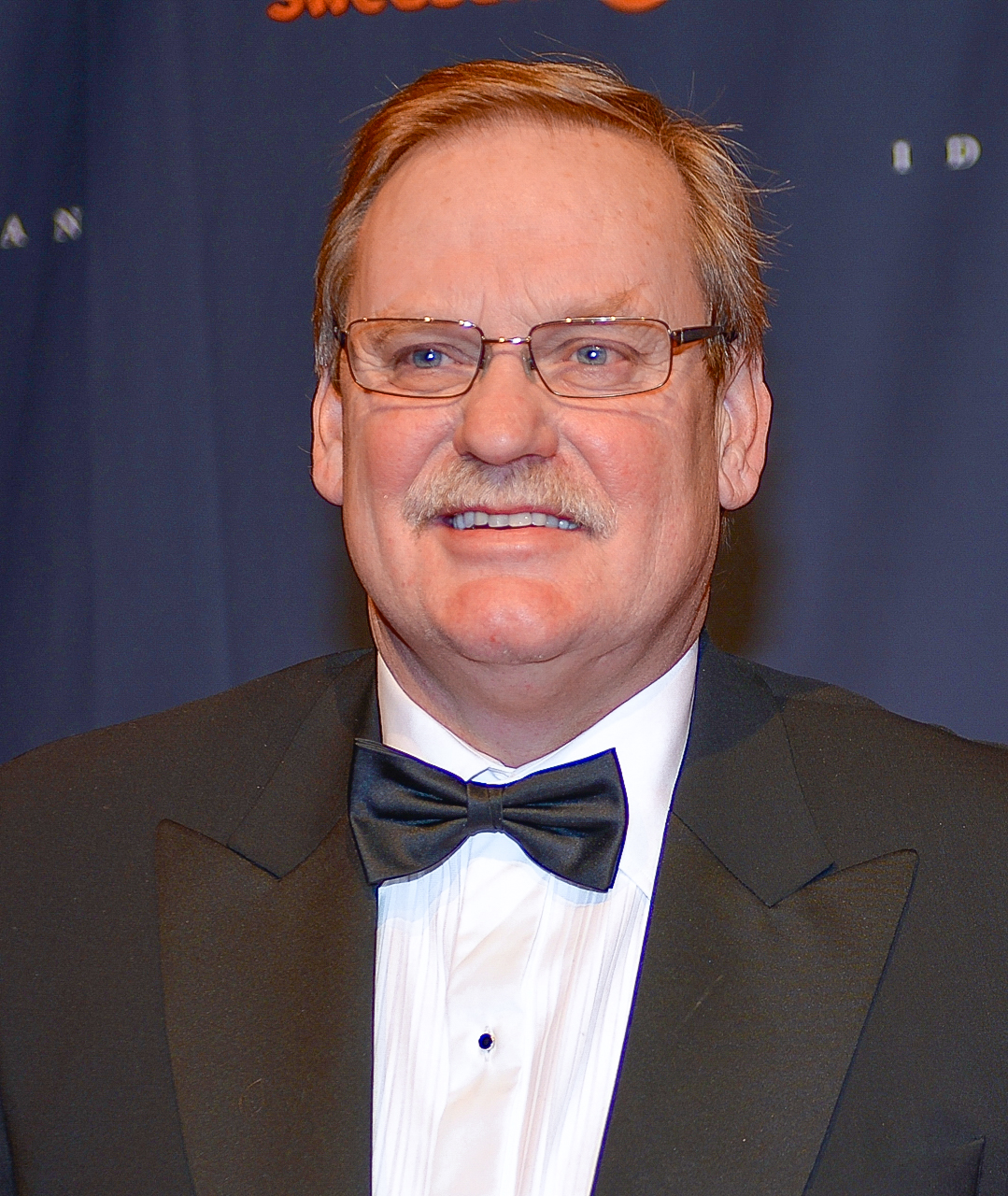
Den svenske fotbollsmålvakten Ronnie Hellström avled 6 februari, 72 år gammal.

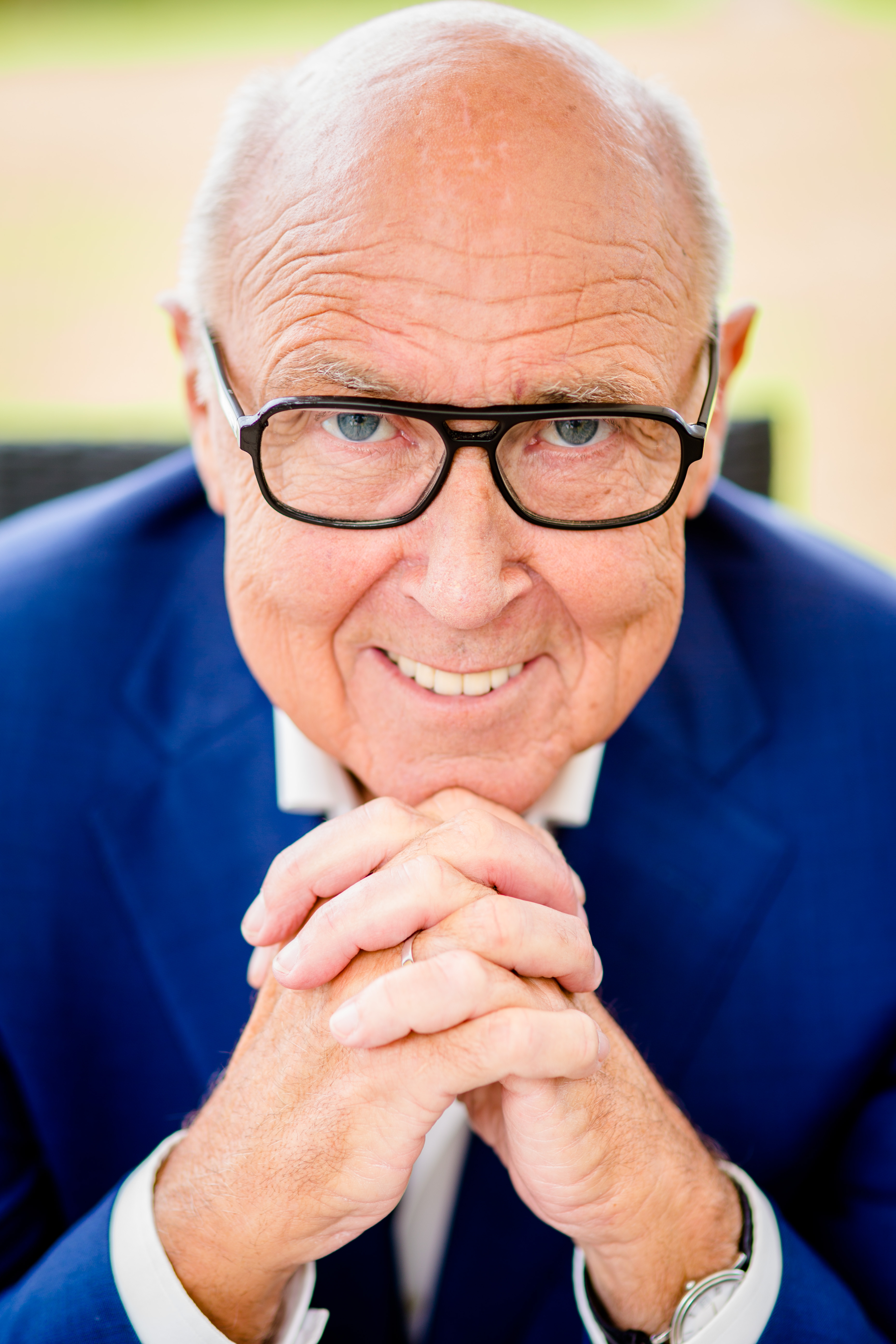
Den svenske TV-programledaren Ingvar Oldsberg avled 10 februari, 76 år gammal.

- 1 februari – Lotfollah Safi Golpaygani, 102, iransk storayatolla och marja al-taqlid, medlem av Väktarrådet.[88]
- 1 februari – Maurizio Zamparini, 80, italiensk affärsman och fotbollsledare, ägare av och manager för Palermo FC 2002–2018.[89]
- 2 februari – Monica Vitti, 90, italiensk skådespelare (Modesty Blaise, etc).[90]
- 3 februari – Abū Ibrāhīm al-Hāshimi al-Qurashi, 45, irakisk militant islamist, högste ledare för Islamiska staten (IS) sedan 2019.[91]
- 3 februari – Christos Sartzetakis, 92, grekisk politiker, president 1985–1990.[92]
- 5 februari – Anna-Maria Hagerfors, 81, svensk journalist och författare. [93][94]
- 5 februari – Boris Melnikov, 83, rysk fäktare (tävlande för Sovjetunionen).[95]
- 6 februari – Ronnie Hellström, 72, svensk fotbollsmålvakt, Guldbollen-vinnare 1971 och 1978.[96]
- 6 februari – Syl Johnson, 85, amerikansk soul- och bluessångare.[97]
- 6 februari – Lata Mangeshkar, 92, indisk sångare och kompositör.[98]
- 6 februari – Azita Raji, 60, amerikansk diplomat, ambassadör i Sverige 2016–2017.[99][100]
- 6 februari – Henry Thillberg, 91, svensk fotbollsspelare.[101]
- 7 februari – Douglas Trumbull, 79, amerikansk filmskapare.[102]
- 8 februari – Luc Montagnier, 89, fransk forskare, mottagare av Nobelpriset i fysiologi eller medicin 2008 för upptäckten av HIV-viruset.[103]
- 9 februari – Lars Ag, 90, svensk ämbetsman, journalist och TV-producent, generaldirektör och utredare.[104]
- 9 februari – Abune Antonios, 94, eritreansk kyrkoledare, patriark för den eritreansk-ortodoxa kyrkan 2004–2006.[105]
- 10 februari – Manuel Esquivel, 81, belizisk politiker, premiärminister 1984–1989 och 1993–1998.[106]
- 10 februari – Ingvar Oldsberg, 76, svensk sportjournalist och TV-programledare.[107]
- 11 februari – Mike Mabon, 78, amerikansk leadsångare och leadgitarrist i sextiotalsgruppen The Five Americans.[108]
- 12 februari – Börje Dahlqvist, 92, svensk journalist.[109][110]
- 12 februari – Carmen Herrera, 106, kubansk-amerikansk minimalistisk konstnär.[111]
- 12 februari – Ivan Reitman, 75, kanadensisk-amerikansk filmregissör och producent.[112]
- 13 februari – Berit Berthelsen, 77, norsk friidrottare.[113]
- 13 februari – John Keston, 97, amerikansk scenskådespelare och maratonlöpare.[114]
- 13 februari – Eduardo Romero, 67, argentinsk golfspelare.[115]
- 14 februari – Sandy Nelson, 83, amerikansk trumslagare och soloartist.[116]
- 15 februari – David Chidgey, 79, brittisk politiker, liberaldemokratisk parlamentsledamot 1994–2005 och medlem av Överhuset sedan 2005.[117]
- 15 februari – P.J. O'Rourke, 74, amerikansk journalist, författare och politisk satiriker.[118]
- 16 februari – Gail Halvorsen, 101, amerikansk flygofficer och militär pilot (Berlinblockaden).[119]
- 16 februari – Andrej Lopatov, 64, rysk basketspelare (tävlande för Sovjetunionen).[120]
- 16 februari – Amos Sawyer, 76, liberisk politiker, interimspresident 1990–1994.[121]
- 17 februari – Giuseppe Ros, 79, italiensk boxare.[122]
- 18 februari – Bardhyl Londo, 73, albansk författare och poet.[123]
- 18 februari – Zdzisław Podkański, 72, polsk politiker, kulturminister 1996–1997, parlamentsledamot 1993–2004 och europaparlamentariker 2004–2009.[124]
- 19 februari – Gary Brooker, 76, brittisk låtskrivare, sångare och pianist (Procol Harum).[125]
- 19 februari – Dan Graham, 79, amerikansk konstnär.[126]
- 19 februari – Håkan Jaensson, 75, svensk journalist och författare (Nussekudden).[127]
- 19 februari – Kakuichi Mimura, 90, japansk fotbollsspelare och tränare.[128]
- 19 februari – Henry Troupp, 89, finländsk neurokirurg och professor.[129]
- 20 februari – Nils Lindberg, 88, svensk kompositör, pianist, arrangör och jazzmusiker.[130]
- 20 februari – Ulf Lyfors, 78, svensk fotbollstränare, förbundskapten för Sveriges damlandslag i fotboll 1980–1987.[131]
- 20 februari – Rolf Rembe, 95, svensk fackförbundsdirektör, teaterchef och författare.[132]
- 22 februari – Muvaffak "Maffy" Falay, 91, turkisk-svensk trumpetare och jazzmusiker.[133]
- 22 februari – Ing-Margret Lackne, 88, svensk skådespelare och programpresentatör.[134]
- 22 februari – Mark Lanegan, 57, amerikansk sångare, låtskrivare och författare.[135]
- 23 februari – Jaakko Kuusisto, 48, finländsk kompositör, dirigent och violinist.[136]
- 23 februari – Henry Lincoln, 92, brittisk författare och skådespelare.[137]
- 23 februari – Elvy Olsson, 99, svensk centerpartistisk politiker, bostadsminister 1976–1978 och landshövding i Örebro län 1980–1989.[138]
- 23 februari – Britta Schall Holberg, 80, dansk politiker, inrikesminister 1982–1986 och jordbruksminister 1986–1987.[139]
- 24 februari – Don Craine (egentligen Michael John O’Donnell), 76, irländsk-brittisk sångare och gitarrist, bandledare och grundare av Downliners Sect.[140]
- 24 februari – Dmitrij Debelka, 46, belarusisk brottare, olympisk bronsmedaljör 2000.[141]
- 24 februari – Sally Kellerman, 84, amerikansk skådespelare och sångare.[142]
- 24 februari – John Landy, 91, australisk medeldistanslöpare och senare guvernör i Victoria (2001–2006).[143]
- 27 februari – Nick Zedd, 63, amerikansk filmskapare, författare och konstnär.[144]
- 28 februari – Andrej Suchovetskij, 47, rysk generalmajor, stupad under invasionen av Ukraina.[145]

## Mars

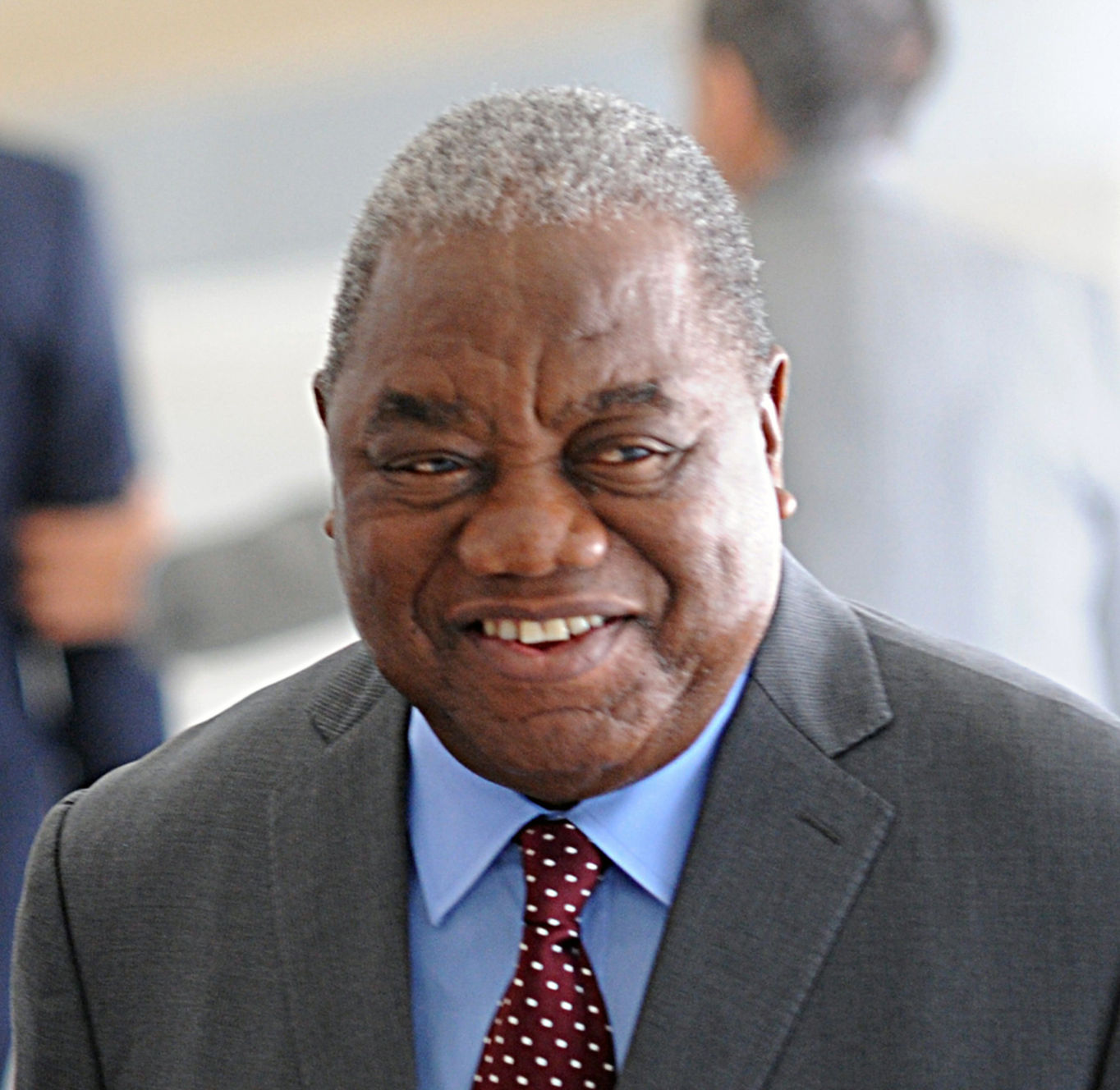
Den zambiske politikern och presidenten Rupiah Banda avled 11 mars, 85 år gammal.

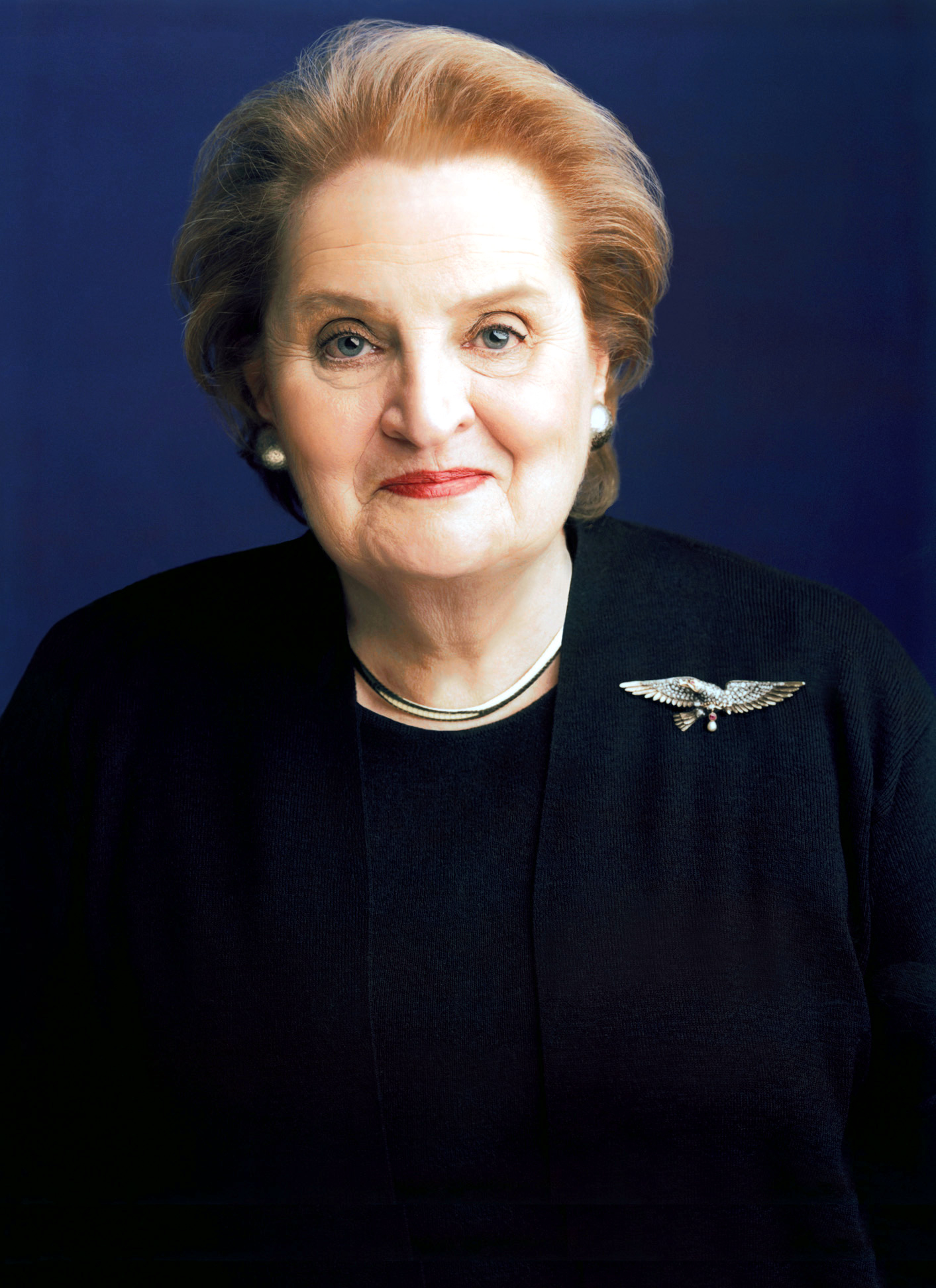
Den amerikanska politikern och tidigare utrikesministern Madeleine Albright avled 23 mars, 84 år gammal.

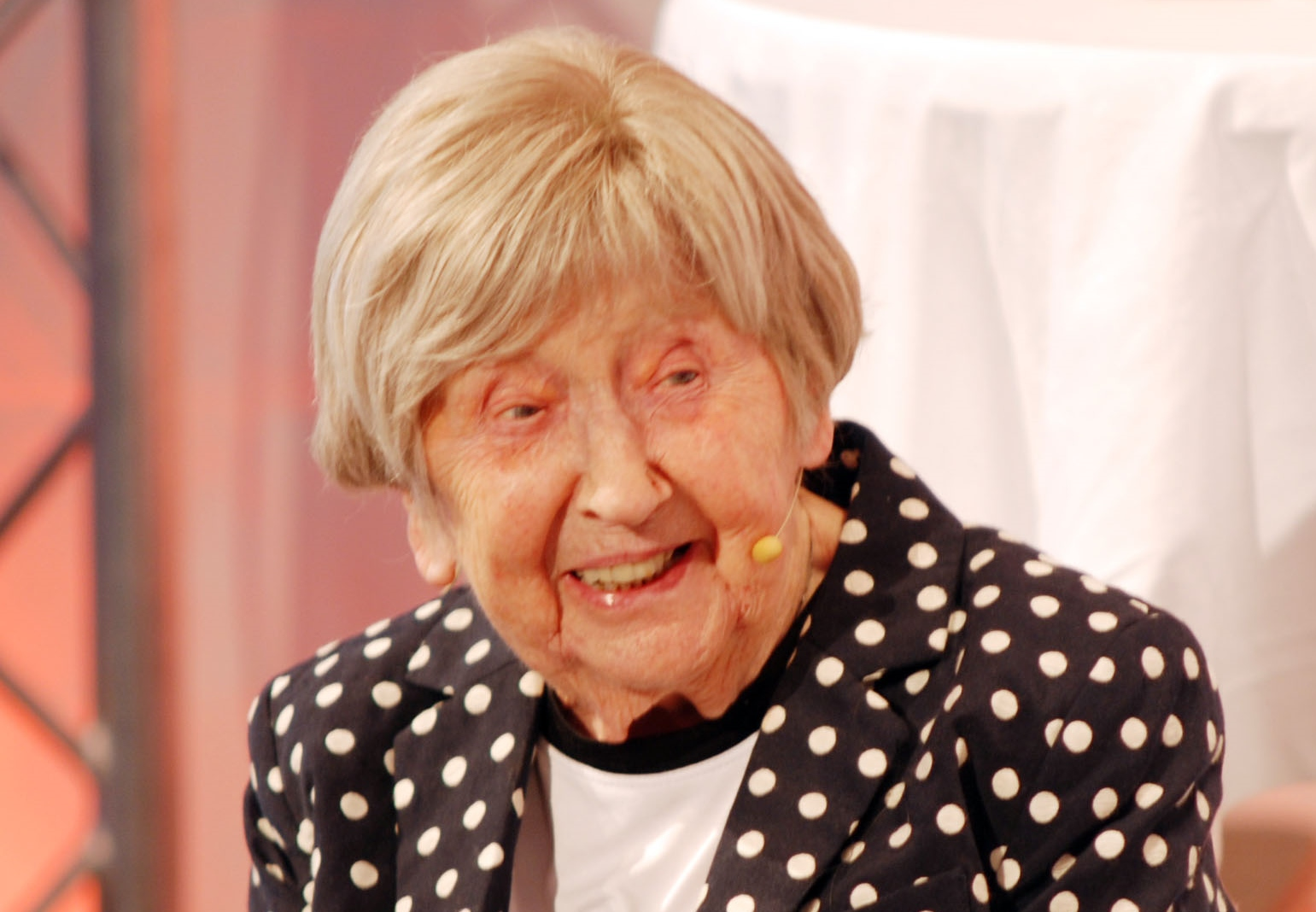
Den svenska bloggaren Dagny Carlsson avled 24 mars, 109 år gammal.

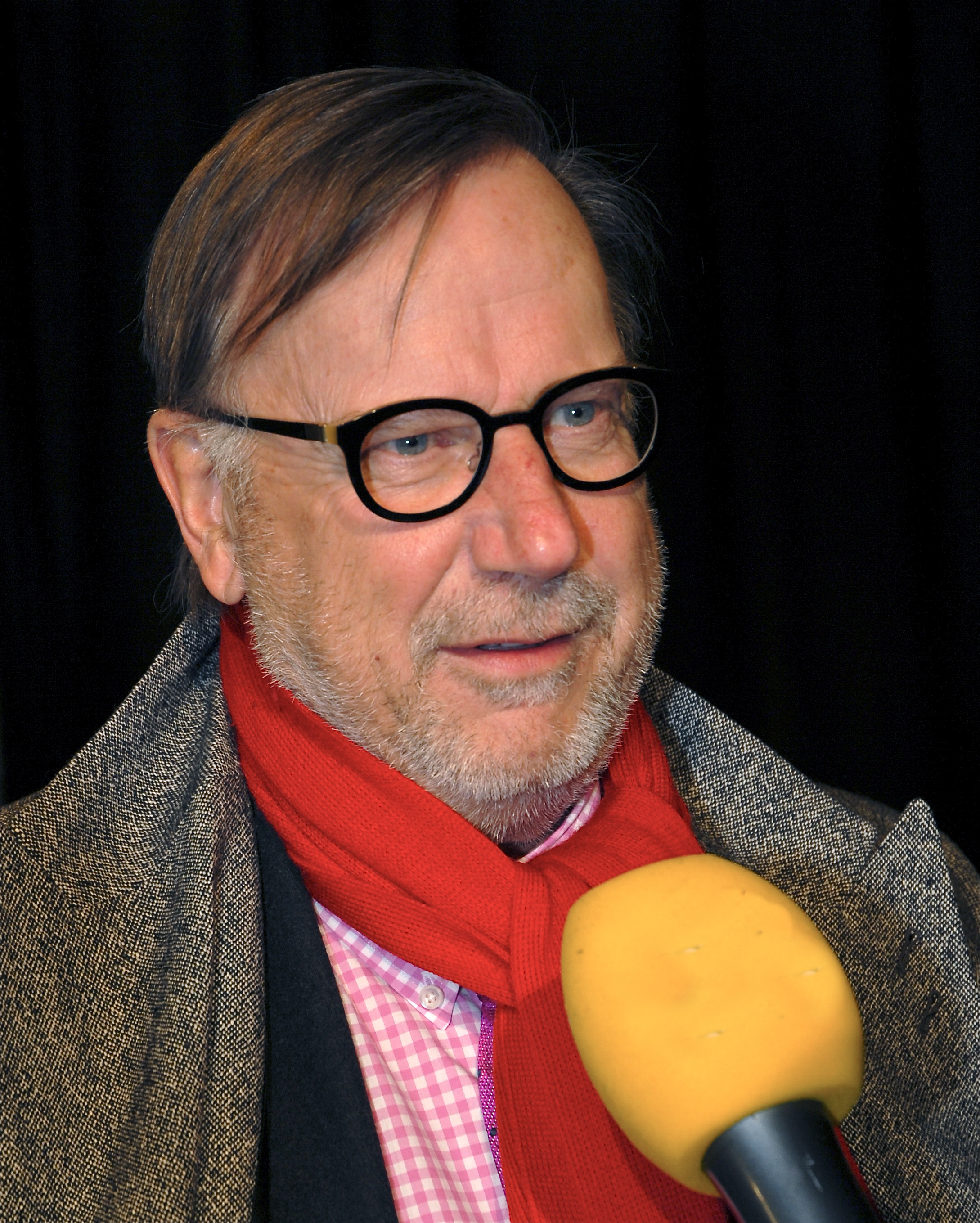
Den svenske journalisten och skådespelaren Sven Melander avled 31 mars, 74 år gammal.

- 1 mars – Alevtina Koltjina, 91, rysk längdskidåkare (tävlande för Sovjetunionen), olympisk guldmedaljör 1964.[146]
- 1 mars – Jevhen Malysjev, 19, ukrainsk skidskytt, stupad i strid mot ryska trupper som kämpande för den ukrainska armén under Rysslands invasion av Ukraina.[147]
- 1 mars – Kaj Martelius, 95, svensk journalist, redaktör och författare av ungdomsböcker.[148]
- 1 mars – Rolf von Otter, 91, svensk friherre och estradör.[149][150]
- 2 mars – Alan Ladd Jr., 84, amerikansk filmindustrichef och producent. (Stjärnornas krig, Braveheart m.fl).[151]
- 2 mars – Frédérick Tristan, 90, fransk författare och poet.[152]
- 3 mars – Maryan Wisnieski, 85, fransk fotbollsspelare.[153]
- 3 mars – Dean Woods, 55, australisk tävlingscyklist och olympisk guldmedaljör.[154]
- 3 mars – Carl Öhman, 91, finländsk teaterchef.[155]
- 4 mars – Paula Marosi, 85, ungersk fäktare och olympisk medaljör.[156]
- 4 mars – Mitchell Ryan, 88, amerikansk skådespelare.[157]
- 4 mars – Shane Warne, 52, australisk cricketspelare, en av Australiens och världens främsta spelare genom tiderna.[158]
- 5 mars – Agostino Cacciavillan, 95, italiensk kardinal och kardinalprotodiakon inom katolska kyrkan.[159]
- 6 mars – Robbie Brightwell, 82, brittisk kortdistanslöpare.[160]
- 7 mars – Mia Ikumi, 42, japansk mangaskapare.[161]
- 7 mars – Muhammad Rafiq Tarar, 92, pakistansk politiker, president 1998–2001.[162]
- 8 mars – David Bennett, 57, amerikansk patient som var den förste i världen att genomgå en xenotransplantation med ett genmodifierat hjärta.[163]
- 10 mars – Jürgen Grabowski, 77, tysk fotbollsspelare, världsmästare 1974.[164]
- 10 mars – Pertti Karkama, 86, finländsk litteraturvetare.[165]
- 10 mars – Bobbie Nelson, 91, amerikansk pianist och sångare. Willie Nelsons äldre syster och permanent medlem i hans band sedan 1973.[166]
- 10 mars – Mario Terán, 80, boliviansk militär som avrättade Che Guevara 1967.[167]
- 11 mars – Rupiah Banda, 85, zambisk politiker, president 2008–2011.[168]
- 13 mars – Vic Elford, 86, brittisk racerförare.[169]
- 13 mars – William Hurt, 71, amerikansk skådespelare.[170]
- 14 mars – Charles Greene, 76, amerikansk kortdistanslöpare och olympisk medaljör.[171]
- 14 mars – Akira Takarada, 87, japansk skådespelare (Godzilla-filmerna).[172]
- 15 mars – Kjell Andersson, 73, svensk sportjournalist, programledare och kommentator.[173]
- 15 mars – Jean Potvin, 72, kanadensisk ishockeyspelare.[174]
- 15 mars – Anneli Sauli, 89, finländsk skådespelare.[175]
- 16 mars – Kunimitsu Takahashi, 82, japansk roadracing- och racerförare.[176]
- 17 mars – Black Warrior Jr., 24, mexikansk fribrottare.[177]
- 17 mars – Christopher Alexander, 85, brittisk-amerikansk arkitekt och designteoretiker.[178]
- 17 mars – Peter Bowles, 85, brittisk skådespelare.[179]
- 17 mars – Lars Lystedt, 96, svensk ventilbasunist, jazzmusiker, arrangör, bartender och festivalgrundare.[180]
- 18 mars – Robert Alftan, 81, finländsk författare och dramatiker.[181]
- 18 mars – Roberts Ķīlis, 54, lettisk socialantropolog, utbildnings- och vetenskapsminister 2011–2013.[182]
- 18 mars – Lennart Winblad, 83, svensk journalist och utrikeskorrespondent (Aktuellt, SVT).[183]
- 18 mars – Don Young, 88, amerikansk republikansk politiker, representanthusledamot sedan 1973.[184]
- 20 mars – Reine Wisell, 80, svensk racerförare.[185]
- 21 mars – Waldemar Bergendahl, 88, svensk filmproducent och manusförfattare.[186]
- 21 mars – Eva Ingeborg Scholz, 94, tysk skådespelare.[187]
- 23 mars – Madeleine Albright, 84, amerikansk demokratisk politiker, utrikesminister 1997–2001.[188]
- 23 mars – Kaneaster Hodges, 83, amerikansk demokratisk politiker, senator för Arkansas 1977–1979.[189]
- 24 mars – John Andrews, 88, australisk arkitekt.[190]
- 24 mars – Kirk Baptiste, 59, amerikansk kortdistanslöpare och olympisk medaljör.[191]
- 24 mars – Dagny Carlsson, 109, svensk bloggare och influerare.[192]
- 24 mars – Louie Simmons, 74, amerikansk styrkelyftare och tränare.[193]
- 25 mars – Taylor Hawkins, 50, amerikansk trumslagare (Foo Fighters, etc).[194]
- 26 mars – Gunnar Sjöstedt, 79, svensk statsvetare.[195]
- 27 mars – Titus Buberník, 88, slovakisk fotbollsspelare, spelande för Tjeckoslovakien.[196]
- 27 mars – Eva Svanholm Bohlin, 85, svensk kördirigent och pedagog.[197]
- 27 mars – Aleksandra Zabelina, 85, rysk fäktare och olympisk medaljör, tävlande för Sovjetunionen.[198]
- 29 mars – Bengt Gustafsson, 68, svensk opera- och operettsångare (tenor).[199]
- 30 mars – Egon Franke, 86, polsk fäktare och olympisk medaljör.[200]
- 30 mars – Tom Parker, 33, brittisk popsångare (The Wanted).[201]
- 30 mars – Tommy Tausis, 76, svensk trumslagare, mest känd från Tages och Spotnicks.[202]
- 31 mars – Patrick Demarchelier, 78, fransk modefotograf.[203]
- 31 mars – Sven Melander, 74, svensk journalist, programledare, komiker och skådespelare.[204][205]

## April

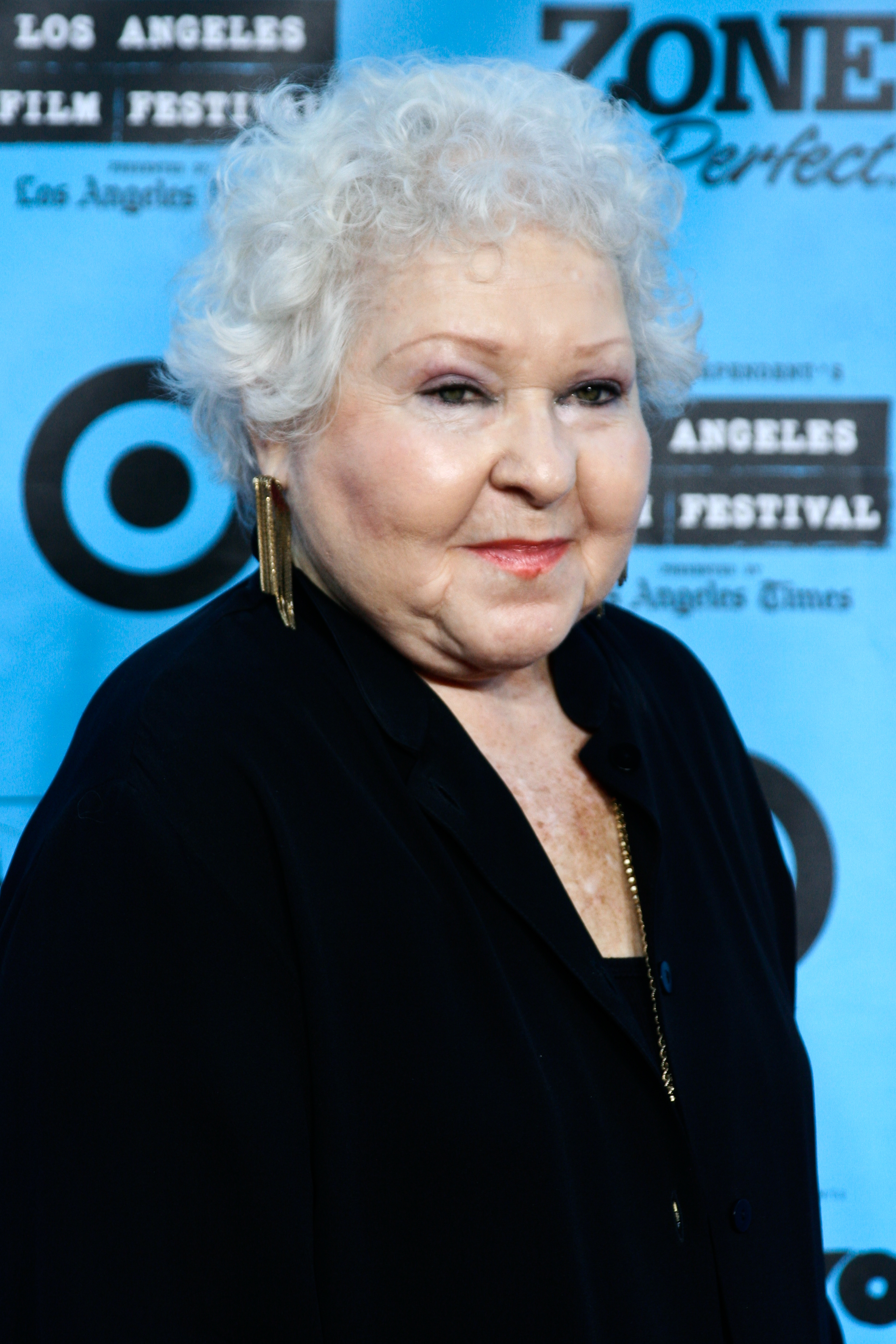
Den amerikanska skådespelaren och komikern Estelle Harris avled 2 april, 93 år gammal.

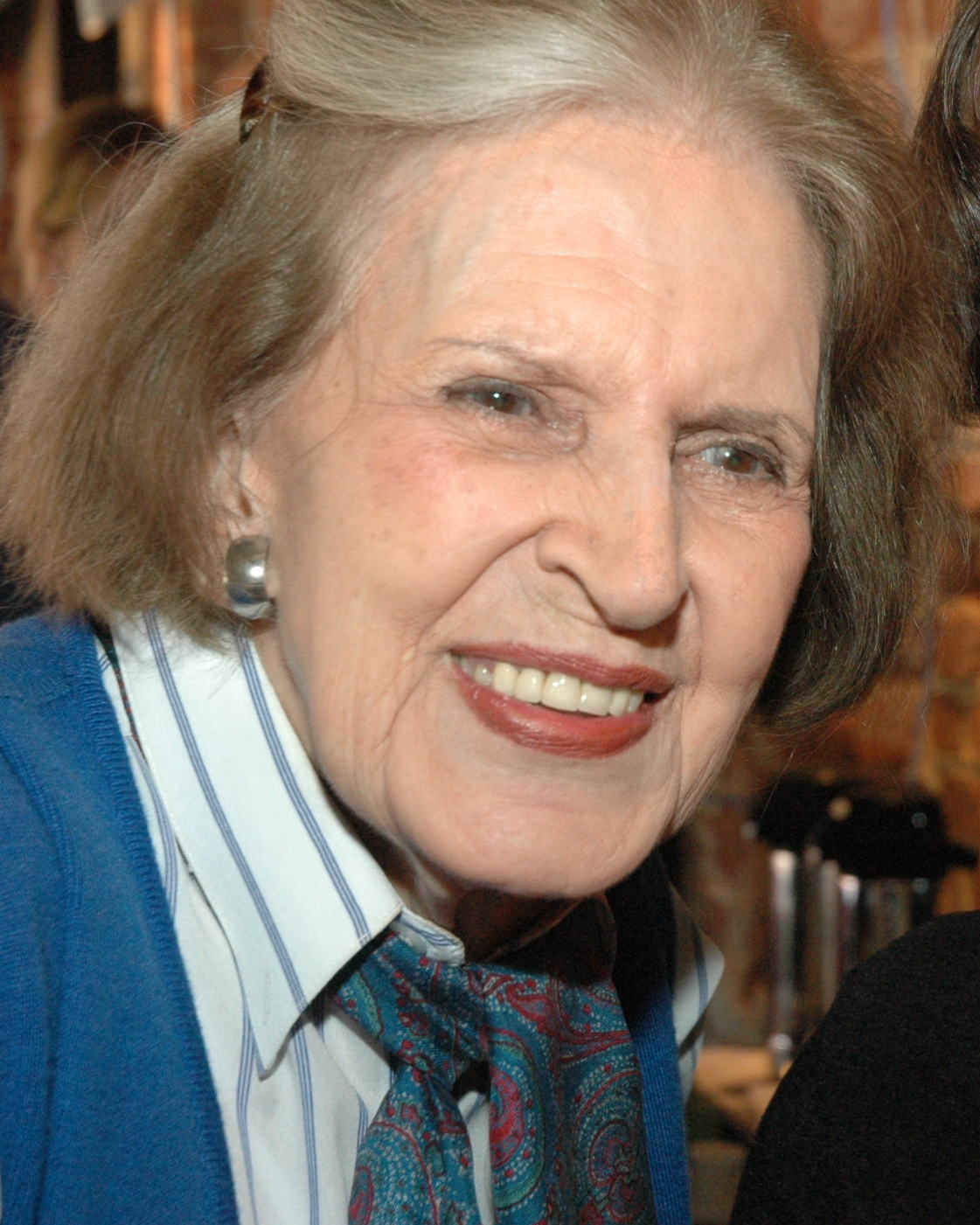
Den brasilianska författaren Lygia Fagundes Telles avled 3 april, 103 år gammal.

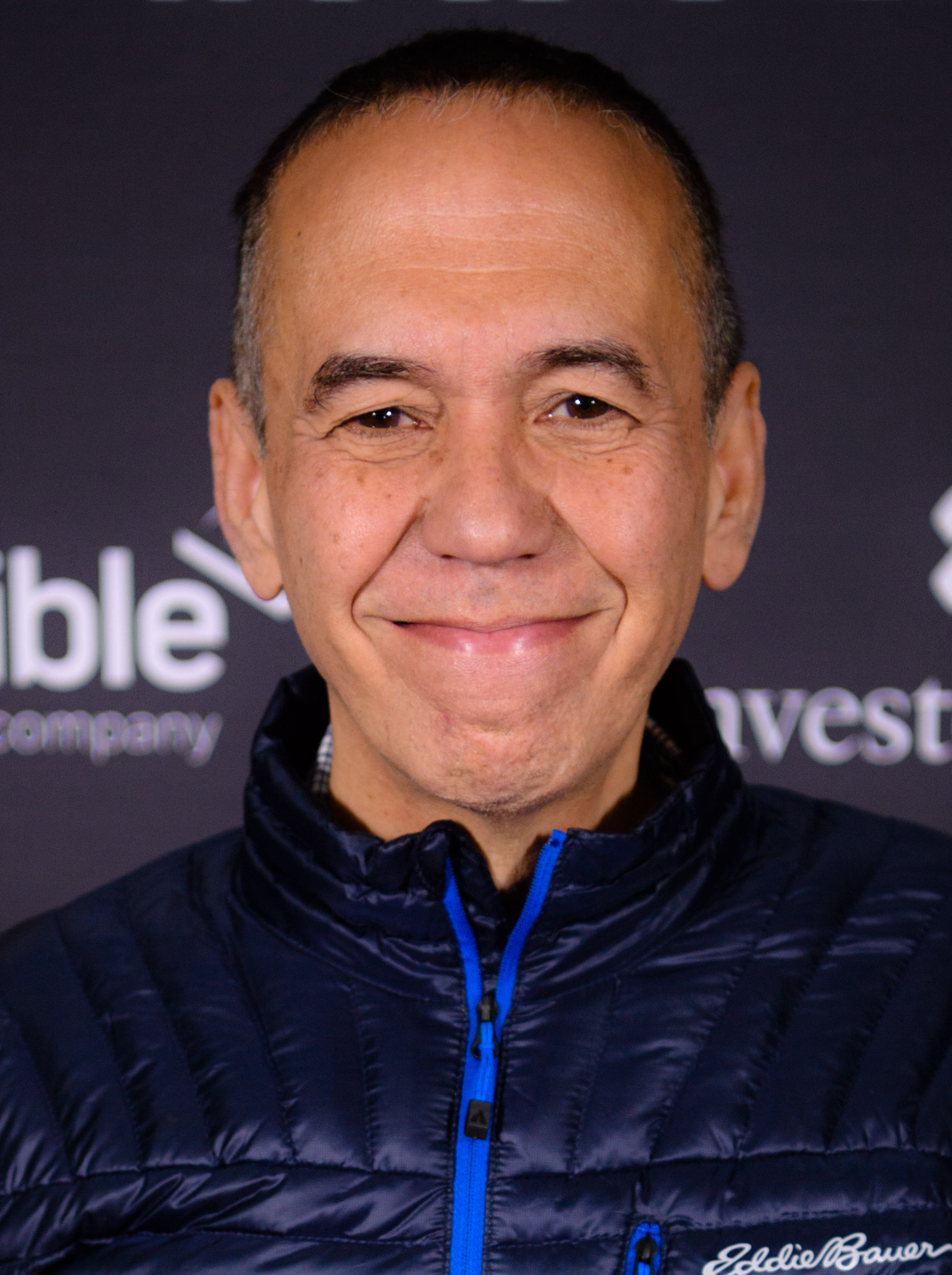
Den amerikanske skådespelaren och ståuppkomikern Gilbert Gottfried avled 12 april, 67 år gammal.

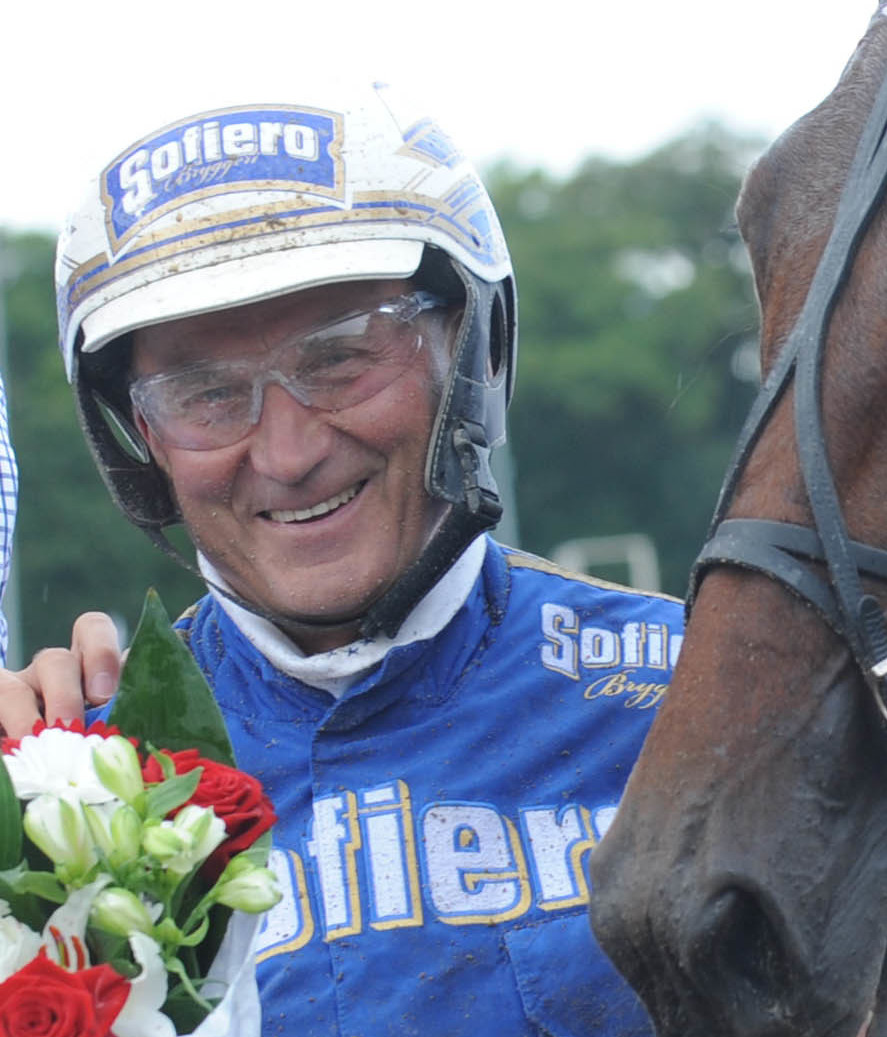
Den svenske travkusken och travtränaren Olle Goop avled 20 april, 78 år gammal.

- 2 april – Estelle Harris, 93, amerikansk skådespelare.[206]
- 2 april – Leonel Sánchez, 85, chilensk fotbollsspelare.[207]
- 3 april – June Brown, 95, brittisk skådespelare.[208]
- 3 april – Lygia Fagundes Telles, 103, brasiliansk författare.[209][210]
- 3 april – Gunnel Ginsburg, 79, svensk illustratör.[211]
- 3 april – Pamela Rooke (även känd som Jordan), 66, brittisk modell och punk-ikon.[212]
- 3 april – Einar Østby, 86, norsk längdskidåkare och olympisk medaljör.[213]
- 4 april – John McNally, 89, nordirländsk boxare och olympisk medaljör, tävlande för Irland.[214]
- 4 april – Raziel, 49, mexikansk fribrottare.[215]
- 5 april – Sidney Altman, 82, kanadensisk-amerikansk biokemist, nobelpristagare i kemi 1989.[216]
- 5 april – Stanisław Kowalski, 111, polsk senioridrottare, Polens äldsta man sedan 2018.[217]
- 5 april – Josef Panáček, 84, tjeckisk sportskytt och olympisk medaljör, tävlande för Tjeckoslovakien.[218]
- 5 april – Nehemiah Persoff, 102, amerikansk skådespelare.[219]
- 5 april – Bobby Rydell, 79, amerikansk sångare och skådespelare.[220]
- 5 april – Bjarni Tryggvason, 76, isländskfödd kanadensisk astronaut.[221]
- 6 april – Ana Pascu, 77, rumänsk fäktare och olympisk medaljör.[222]
- 6 april – Vladimir Zjirinovskij, 75, rysk politiker och ultranationalist.[223]
- 7 april – Birgit Nordin, 88, svensk operasångare (hovsångare).[224][225]
- 8 april – Peng Ming-min, 98, taiwanesisk politiker, demokratiaktivist och förespråkare av fullständig självständighet för Taiwan.[226]
- 8 april – Mimi Reinhardt, 107, österrikiskfödd sekreterare som anställd av Oskar Schindler gjorde upp de listor på arbetare från Krakóws getto som räddade dem undan Förintelsen.[227]
- 9 april – Chris Bailey, 65, australisk musiker, sångare och låtskrivare (The Saints).[228]
- 9 april – Jack Higgins, 92, brittisk författare.[229]
- 9 april – Paavo Suominen, 102, finländsk ingenjör och företagare.[230]
- 10 april – Estela Rodríguez, 54, kubansk judoutövare och olympisk medaljör.[231]
- 10 april – Desai Williams, 62, kittiskfödd kanadensisk kortdistanslöpare och olympisk medaljör.[232]
- 11 april – Garrett Burnett, 46, kanadensisk ishockeyspelare.[233]
- 11 april – Charnett Moffett, 54, amerikansk jazzbasist.[234]
- 12 april – Gilbert Gottfried, 67, amerikansk skådespelare och ståuppkomiker.[235]
- 12 april – Börje Nilsson, 92, svensk riksdagsledamot.[236][237]
- 13 april – Michel Bouquet, 96, fransk skådespelare.[238]
- 13 april – Johanna Ekström, 51, svensk författare och fotografisk konstnär.[239]
- 13 april – Wolfgang Fahrian, 80, tysk fotbollsspelare.[240]
- 13 april – Lennart Hegland, 79, svensk musiker, medgrundare av Hep Stars.[241]
- 13 april – Freddy Rincón, 55, colombiansk fotbollsspelare.[242]
- 14 april – Mike Bossy, 65, kanadensisk ishockeyspelare.[243]
- 14 april – Ilkka Kanerva, 74, finsk politiker för Samlingspartiet och regeringsminister.[244]
- 15 april – Bernhard Germeshausen, 70, tysk bobåkare, tävlande för Östtyskland.[245]
- 15 april – Pekka Nuorteva, 95, finländsk entomolog.[246]
- 15 april – Sten Rosenberg, 73, svensk sportjournalist.[247]
- 15 april – Liz Sheridan, 93, amerikansk skådespelare.[248]
- 15 april – Mette Winge, 85, dansk författare och TV-arbetare.[249]
- 16 april – Joachim Streich, 71, tysk fotbollsspelare, spelande för Östtyskland.[250]
- 17 april – Mireya Baltra, 90, chilensk sociolog, journalist och politiker, minister och därefter aktiv inom oppositionen mot Pinochet-regimen.[251]
- 17 april – Radu Lupu, 76, rumänsk pianist.[252]
- 18 april – Lidija Alfejeva, 76, ukrainsk-rysk längdhoppare och olympisk medaljör, tävlande för Sovjetunionen.[253]
- 18 april – Harrison Birtwistle, 87, brittisk tonsättare av nutida musik, särskilt opera.[254]
- 18 april – Aarne Kinnunen, 92, finländsk litteraturvetare och professor.[255]
- 18 april – Vjatjeslav Trubnikov, 77, rysk underrättelseofficer, chef för den utrikes underrättelsetjänsten (SVR) 1996–2000.[256]
- 19 april – Gloria Gervitz, 79, mexikansk poet och översättare.[257]
- 19 april – Carlos Lucas, 91, chilensk boxare och olympisk medaljör.[258]
- 19 april – Sandra Pisani, 63, australisk landhockeyspelare och olympisk medaljör.[259]
- 19 april – Kane Tanaka, 119, japansk kvinna som var världens äldsta människa sedan juli 2018.[260]
- 20 april – Olle Goop, 78, svensk travkusk och travtränare.[261]
- 20 april – Antonín Kachlík, 99, tjeckisk filmregissör och manusförfattare.[262]
- 20 april – Javier Lozano Barragán, 89, mexikansk romersk-katolsk kardinal.[263]
- 20 april – Robert Morse, 90, amerikansk skådespelare.[264]
- 21 april – Mwai Kibaki, 90, kenyansk politiker och ekonom, president 2002–2013.[265]
- 21 april – Jacques Perrin, 80, fransk skådespelare, regissör och filmproducent.[266]
- 21 april – Cynthia Plaster Caster, 74, amerikansk konstnär och profil inom rockvärlden.[267]
- 22 april – Guy Lafleur, 70, kanadensisk ishockeyspelare.[268]
- 22 april – Håkan Winberg, 90, svensk moderat politiker, justitieminister 1979–1981.[269]
- 22 april – Viktor Zvjagintsev, 71, ukrainsk-rysk fotbollsspelare, spelande för Sovjetunionen.[270]
- 23 april – Ingvar Björkeson, 94, svensk översättare.[271]
- 23 april – Orrin Hatch, 88, amerikansk republikansk politiker, senator för Utah 1977–2019.[272]
- 23 april – Arno Hintjens, 72, belgisk sångare och låtskrivare.[273]
- 25 april – J. Roy Rowland, 96, amerikansk demokratisk politiker, representanthusledamot 1983–1995.[274]
- 26 april – Klaus Schulze, 74, tysk elektronmusiker och kompositör.[275]
- 27 april – Kristian Lundberg, 56, svensk författare och litteraturkritiker.[276]
- 27 april – Kenneth Tsang, 87, hongkongkinesisk skådespelare.[277]
- 28 april – Neal Adams, 80, amerikansk serieskapare.[278]
- 30 april – Naomi Judd, 76, amerikansk countrysångare och låtskrivare.[279]
- 30 april – Bob Krueger, 86, amerikansk diplomat och demokratisk politiker, representanthusledamot 1975–1979.[280]
- 30 april – Mino Raiola, 54, italiensk-nederländsk fotbollsagent.[281]

## Maj

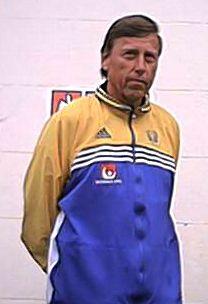
Den svenske handbollsspelaren och handbollstränaren Bengt Johansson avled 8 maj, 79 år gammal.

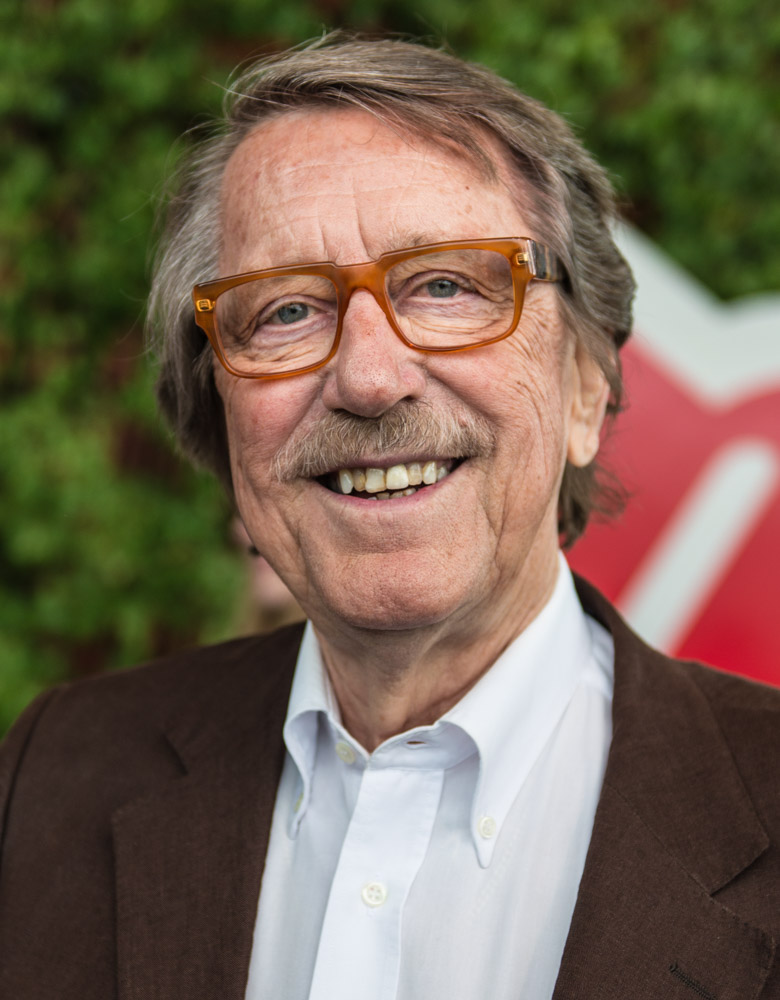
Den svenske körledaren, programledaren och kompositören Kjell Lönnå avled 10 maj, 85 år gammal.

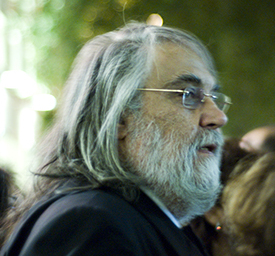
Den grekiske kompositören och musikern Vangelis avled 17 maj, 79 år gammal.

- 1 maj – Kathy Boudin, 78, amerikansk politisk aktivist och dömd mördare och bankrånare.[282]
- 1 maj – Ivica Osim, 80, bosnisk (jugoslaviskfödd) fotbollsspelare och tränare.[283]
- 2 maj – Axel Leijonhufvud, 88, svensk nationalekonom.[284][285]
- 2 maj – Joseph Raz, 83, israelisk filosof.[286]
- 3 maj – Tony Brooks, 90, brittisk racerförare.[287]
- 3 maj – Hasse Lindroth, 83, svensk målare och grafiker.[288]
- 3 maj – Norman Mineta, 90, amerikansk demokratisk politiker, handelsminister 2000–2001 och transportminister 2001–2006.[289]
- 3 maj – Fred Salmson, 80, svensk målare och grafiker.[290]
- 3 maj – Stanislaŭ Sjusjkevitj, 87, belarusisk politiker, parlamentets ordförande 1991–1994 och i den kapaciteten det självständiga Belarus första statsöverhuvud.[291]
- 4 maj – Juhani Salmenkylä, 90, finländsk orienterare och advokat.[292]
- 5 maj – Bob Blizzard, 71, brittisk labour-politiker, parlamentsledamot 1997–2010.[293][294]
- 5 maj – Ronald Lopatny, 77, kroatisk vattenpolospelare (spelande för Jugoslavien).[295]
- 5 maj – Kenneth Welsh, 80, kanadensisk skådespelare.[296]
- 6 maj – Kostas Gousgounis, 91, grekisk porrskådespelare (även skådespelare inom andra genrer).[297]
- 6 maj – Alf Hambe, 91, svensk viskompositör, författare och trubadur.[298]
- 6 maj – Jewell, 53, amerikansk R&B-sångare.[299]
- 6 maj – Patricia A. McKillip, 74, amerikansk fantasyförfattare.[300]
- 7 maj – Mickey Gilley, 86, amerikansk sångare och låtskrivare.[301]
- 8 maj – Curt Bergfors, 73, svensk företagare och entreprenör, grundare av Max Hamburgerrestauranger.[302]
- 8 maj – John R. Cherry III, 73, amerikansk filmregissör och manusförfattare.[303]
- 8 maj – Maria Gusakova, 91, rysk längdskidåkare och olympisk medaljör, tävlande för Sovjetunionen.[304]
- 8 maj – Bengt "Bengan" Johansson, 79, svensk handbollsspelare och handbollstränare.[305]
- 8 maj – Kim Jiha, 81, sydkoreansk poet, dramatiker och demokratiaktivist.[306]
- 8 maj – Fred Ward, 79, amerikansk skådespelare.[307]
- 9 maj – Timothy V. Johnson, 75, amerikansk republikansk politiker, representanthusledamot 2001–2013.[308]
- 10 maj – Guy Ahonen, 70, finländsk ekonom och professor.[309]
- 10 maj – James A. Beckford, 79, brittisk religionssociolog.[310]
- 10 maj – Leonid Kravtjuk, 88, ukrainsk politiker, president 1991–1994.[311]
- 10 maj – Kjell Lönnå, 85, svensk körledare, programledare och kompositör.[312]
- 11 maj – Jeroen Brouwers, 82, nederländsk författare.[313]
- 11 maj – Thomas Fransson, 67, svensk bandyspelare (målvakt) och tränare inom samma sport.[314]
- 11 maj – Henk Groot, 84, nederländsk fotbollsspelare.[315]
- 12 maj – Joan Amat, 75, spansk landhockeyspelare.[316]
- 12 maj – Robert McFarlane, 84, amerikansk marinkårsofficer och ämbetsman, nationell säkerhetsrådgivare 1983–1985 (Iran–Contras-affären).[317]
- 13 maj – Teresa Berganza, 87, spansk operasångare (mezzosopran).[318]
- 13 maj – Ben R. Mottelson, 95, amerikansk-dansk fysiker, nobelpristagare i fysik 1975.[319][320]
- 13 maj – Khalifa bin Zayed al-Nahyan, 73, emiratisk emir, president 2004–2022.[321]
- 13 maj – Simon Preston, 83, brittisk organist, dirigent och kompositör.[322]
- 15 maj – Lars Hansson, 77, svensk skådespelare.[323]
- 16 maj – Per Gunnar Evander, 89, svensk författare regissör och dramaturg.[324][325]
- 16 maj – Ademola Okulaja, 46, nigeriansk-tysk basketspelare.[326]
- 17 maj – E. Gerald Corrigan, 80, amerikansk ekonom, bankdirektör, statstjänsteman och företagsledare.[327]
- 17 maj – Vangelis, 79, grekisk kompositör och musiker.[328]
- 17 maj – Göran Wärff, 88, svensk glaskonstnär och formgivare.[329]
- 18 maj – Bob Neuwirth, 82, amerikansk sångare, musiker och låtskrivare.[330]
- 18 maj – Jan Wirén, 87, svensk läkare, kåsör, tecknare, spexare och amatörskådespelare.[331]
- 20 maj – Kåre Nyblom, 93, svensk journalist.[332]
- 21 maj – Rosemary Radford Ruether, 85, amerikansk ekofeministisk, katolsk teolog.[333]
- 22 maj – Jaakko Syrjä, 96, finländsk författare och förlagsman.[334]
- 23 maj – Anita Gradin, 88, svensk socialdemokratisk politiker, minister och EU-kommissionär.[335]
- 23 maj – Björn Gunnarsson, 74, svensk regissör, manusförfattare och ljudtekniker.[336]
- 23 maj – Maja Lidia Kossakowska, 50, polsk fantasyförfattare.[337]
- 23 maj – Ilkka Suominen, 83, finländsk politiker, Samlingspartiets partiledare 1979–1991, minister och riksdagens talman 1987 och 1991–1994.[338][339]
- 24 maj – Katarina Brodin, 87, svensk statsvetare och diplomat.[340]
- 24 maj – Thomas Ulsrud, 50, norsk curlingspelare och olympisk medaljör.[341]
- 26 maj – Thorstein Bergman, 79, svensk visdiktare och trubadur.[342]
- 26 maj – Ciriaco De Mita, 94, italiensk politiker, premiärminister 1988–1989.[343]
- 26 maj – Andy Fletcher, 60, brittisk musiker, keyboardspelare i Depeche Mode.[344][345]
- 26 maj – Ray Liotta, 67, amerikansk skådespelare.[346]
- 26 maj – Alan White, 72, brittisk trumslagare (Yes, John Lennon/Plastic Ono Band, etc).[347]
- 27 maj – Olli Mäkelä, 92, finländsk läkare och professor.[348]
- 27 maj – Stellan Olsson, 85, svensk regissör och författare.[349]
- 27 maj – Angelo Sodano, 94, italiensk kardinal och ärkebiskop, Vatikanens kardinalsekreterare 1991–2006.[350]
- 28 maj – Walter Abish, 90, österrikisk-amerikansk författare.[351]
- 28 maj – Evaristo Carvalho, 80, sãotoméisk politiker, president 2016–2021 och premiärminister 1994 och 2001–2002.[352]
- 28 maj – Bo Hopkins, 84, amerikansk skådespelare.[353]
- 28 maj – Bujar Nishani, 55, albansk politiker och landets president 2012–2017.[354]
- 29 maj – Ronnie Hawkins, 87, amerikansk rocksångare.[355][356]
- 29 maj – Lester Piggott, 86, brittisk galoppjockey och tränare.[357]
- 30 maj – Friedrich Christian Delius, 79, tysk författare.[358]
- 30 maj – Hempo Hildén, 69, finländsk-svensk trumslagare.[359]
- 30 maj – Boris Pahor, 108, slovensk författare.[360][361]
- 30 maj – Ingemar Wörlund, 64, svensk statsvetare.[362]
- 31 maj – Larry Hillman, 85, kanadensisk ishockeyspelare, ishockeytränare och idrottsledare.[363]

## Juni

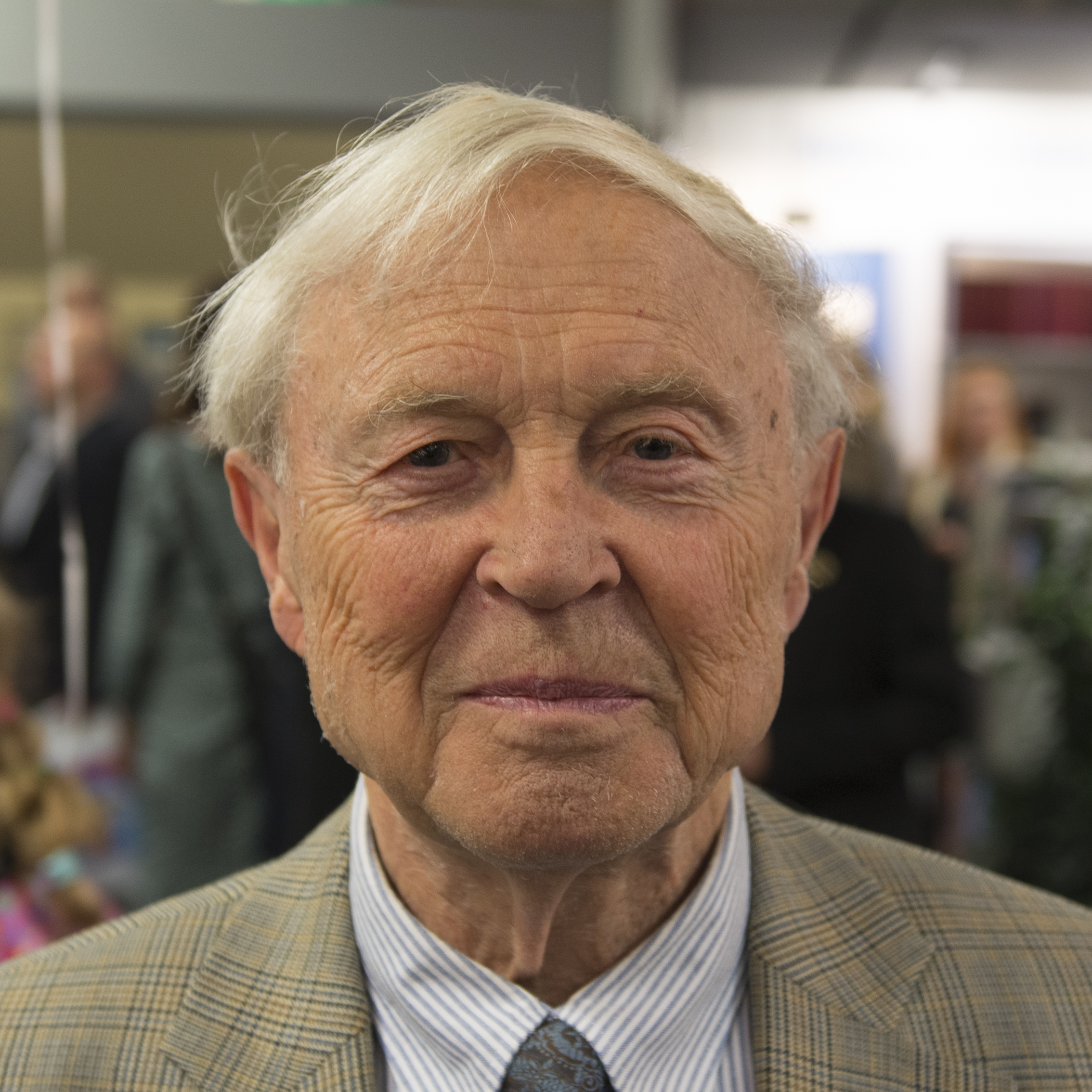
Den svenske språkforskaren Sture Allén avled 20 juni, 93 år gammal.

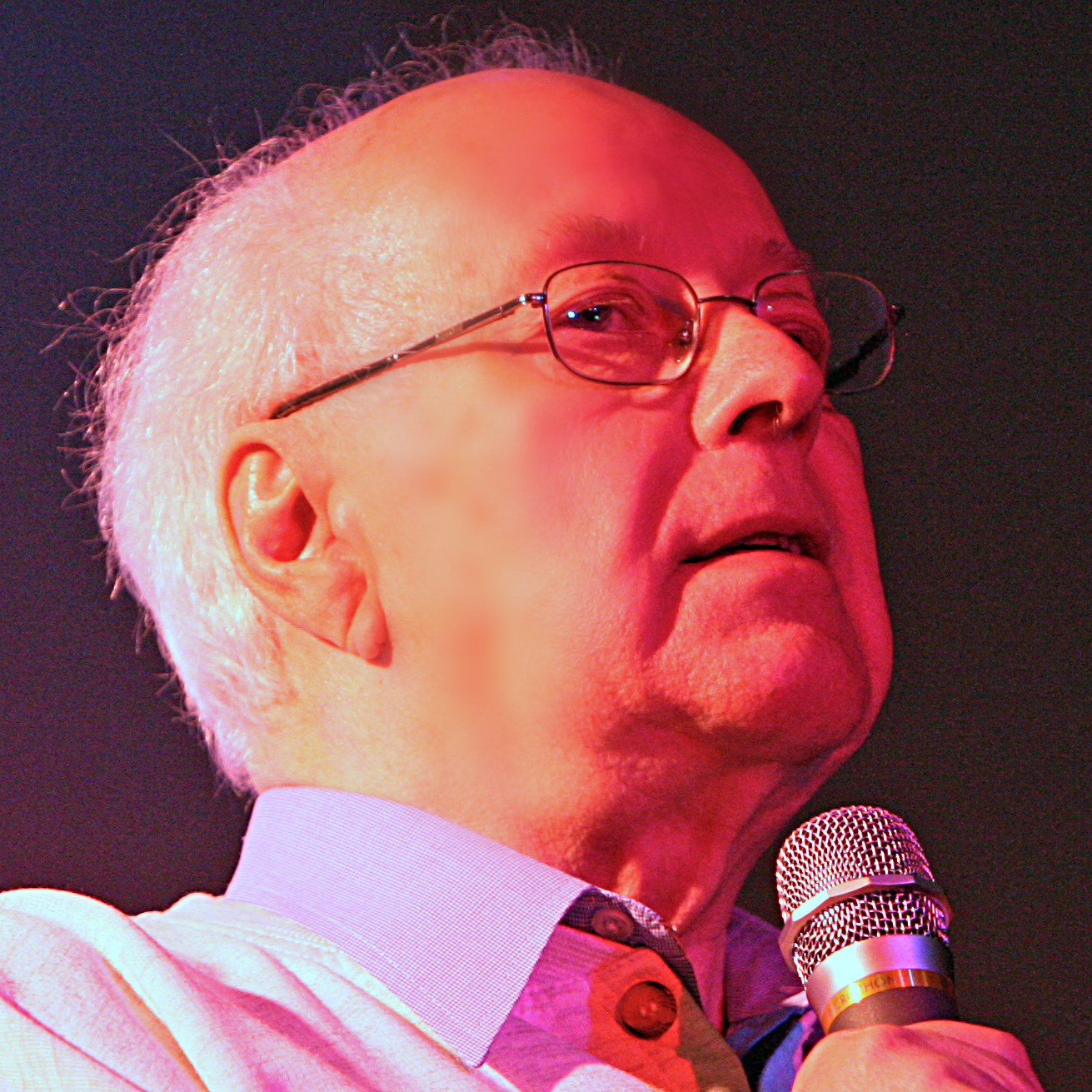
Den svenske radiomannen och TV-personligheten Carl-Uno Sjöblom avled 27 juni, 91 år gammal.

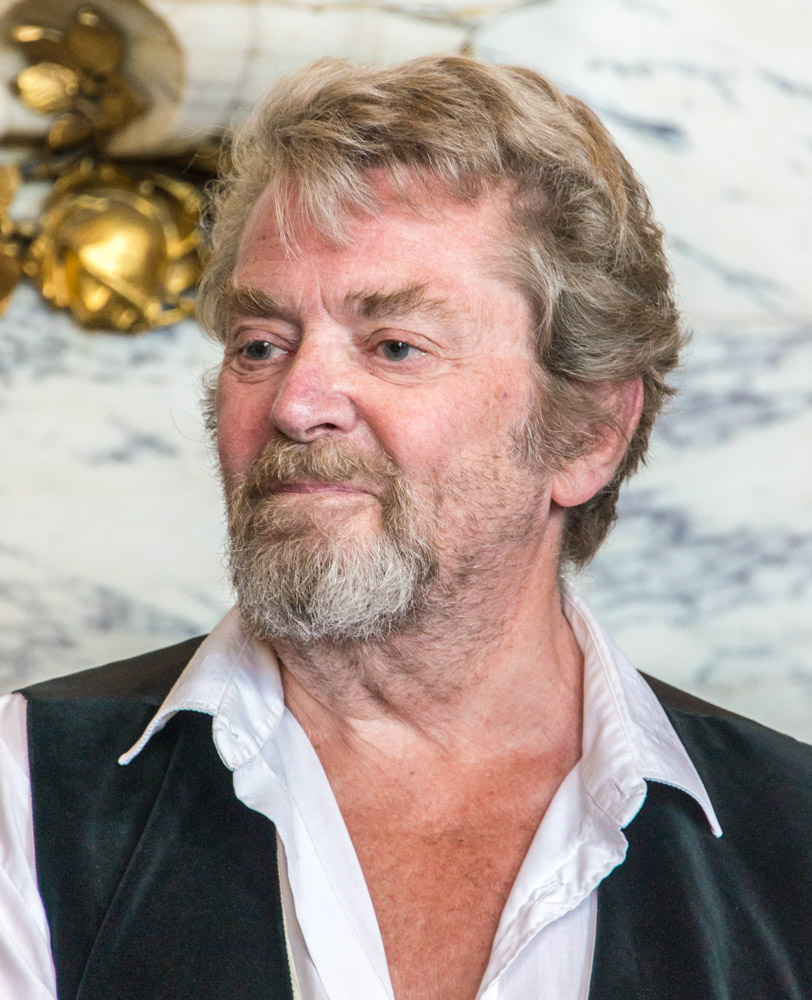
Den svenske skådespelaren Rolf Skoglund avled 28 juni, 81 år gammal.

- 1 juni – Technoblade, 23, amerikansk youtuber.
- 2 juni – Agneta Klingspor, 76, svensk författare.[364]
- 2 juni – Gustaf Lagerbjelke, 84, svensk jurist och hovrättsråd.[365]
- 4 juni – Isaac Berger, 85, amerikansk tyngdlyftare och olympisk medaljör.[366][367][368]
- 4 juni – John Cooksey, 80, amerikansk läkare och politiker.[369]
- 4 juni – Alec John Such, 70, amerikansk musiker, basist i Bon Jovi.[370][371]
- 6 juni – Gianni Clerici, 91, italiensk tenniskommentator och journalist.[372]
- 6 juni – Keijo Korhonen, 88, finländsk politiker och diplomat, utrikesminister 1976–1977.[373]
- 6 juni – Eric Nesterenko, 88, kanadensisk ishockeyspelare.[374]
- 7 juni – Carl, hertig av Württemberg, 85, tyskt överhuvud för huset Württemberg (sedan 1975).[375]
- 8 juni – Costică Dafinoiu, 68, rumänsk boxare och tränare.[376]
- 8 juni – Dale W. Jorgenson, 89, amerikansk nationalekonom.[377]
- 8 juni – Paula Rego, 87, portugisisk-brittisk konstnär.[378]
- 9 juni – Julee Cruise, 65, amerikansk sångare och skådespelare.[379]
- 9 juni – Ewonne Winblad, 85, svensk journalist, författare, TV-reporter och TV-chef.[380]
- 9 juni – Matt Zimmerman, 87, kanadensisk skådespelare.[381]
- 11 juni – Bernd Bransch, 77, tysk fotbollsspelare, spelade för Östtyskland.[382]
- 11 juni – Kumiko Takizawa, 69, japansk röstskådespelare.[383]
- 12 juni – Philip Baker Hall, 90, amerikansk skådespelare.[384]
- 12 juni – Heidi Horten, 81, österrikisk konstsamlare och miljardär.[385]
- 13 juni – Raymond Nederström, 80, svensk skådespelare.[386]
- 14 juni – Johan Cullberg, 88, svensk psykiater, psykoanalytiker och författare.[387]
- 14 juni – A.B. Yehoshua, 85, israelisk författare och universitetslärare.[388]
- 15 juni – Catrin Jacobs, 78, svensk journalist och programledare (Sköna söndag, m.m).[389]
- 16 juni – Steinar Amundsen, 76, norsk kanotist.[390]
- 17 juni – Jean-Louis Trintignant, 91, fransk skådespelare.[391]
- 18 juni – Anita Ekström, 79, svensk skådespelare.[392]
- 18 juni – Rauno Ruuhijärvi, 91, finländsk botaniker.[393]
- 19 juni – Uffe Ellemann-Jensen, 80, dansk konservativliberal politiker, utrikesminister 1982–1993.[394]
- 19 juni – Rune Formare, 90, svensk regissör.[395]
- 19 juni – Magnus Ljunggren, 79, svensk slavist, rysslandsexpert, litteraturvetare och författare.[396]
- 20 juni – Sture Allén, 93, svensk språkforskare, professor, ledamot av Svenska Akademien dess ständige sekreterare 1986–1999.[397]
- 21 juni – Jaroslav Škarvan, 78, tjeckisk handbollsspelare (tävlade för Tjeckoslovakien), olympisk silvermedaljör 1972.[398]
- 22 juni – Xhevdet Bajraj, 62, kosovansk poet och manusförfattare.[399]
- 22 juni – Jonny Nilsson, 79, svensk skridskoåkare, olympisk mästare 1964 och bragdmedaljör.[400]
- 22 juni – Jüri Tarmak, 75, estnisk höjdhoppare (tävlade för Sovjetunionen), olympisk guldmedaljör 1972.[401]
- 23 juni – Ernst Jacobi, 88, tysk skådespelare.[402]
- 23 juni – Stien Kaiser, 84, nederländsk skridskoåkare.[403]
- 23 juni – Ove Malmberg, 89, svensk ishockeyspelare och ishockeytränare.[404]
- 24 juni – Ulf Lönnqvist, 85, svensk socialdemokratisk politiker, statsråd, landshövding i Blekinge län 1992–2001.[405]
- 25 juni – Bill Woolsey, 87, amerikansk tävlingssimmare och olympisk medaljör.[406]
- 26 juni – Thue Christiansen, 82, grönländsk lärare, politiker, konstnär och formgivare av den grönländska flaggan.[407]
- 26 juni – Margaret Keane, 94, amerikansk konstnär.[408]
- 26 juni – Frank Moorhouse, 83, australisk författare.[409]
- 26 juni – Frank Williams, 90, brittisk skådespelare.[410]
- 27 juni – Fina García Marruz, 99, kubansk poet och litteraturvetare.[411]
- 27 juni – Carl-Uno Sjöblom, 91, svensk radio- och TV-medarbetare och programledare, m.m.[412][413]
- 27 juni – Joe Turkel, 94, amerikansk skådespelare.[414]
- 28 juni – Martin Bangemann, 87, tysk politiker, västtysk ekonomiminister 1984–1988 och partiledare för FDP 1985–1988.[415]
- 28 juni – Varinder Singh, 75, indisk landhockeyspelare.[416]
- 28 juni – Rolf Skoglund, 81, svensk skådespelare.[417]
- 29 juni – Sonny Barger, 83, amerikansk motorcykelåkare och författare, en av grundarna av Hells Angels-avdelningen i Oakland, Kalifornien.[418]
- 29 juni – Eeles Landström, 90, finländsk stavhoppare (olympisk bronsmedaljör 1960) och politiker (riksdagsledamot 1966–1972).[419]
- 29 juni – Jim Pappin, 82, kanadensisk ishockeyspelare och ishockeytränare.[420]
- Exakt datum saknas – Technoblade, 23, amerikansk youtubare.[421]
- 30 juni – Jean-Guy Gendron, 87, kanadensisk ishockeyspelare.[422]
- 30 juni – Kazimierz Zimny, 87, polsk långdistanslöpare och olympisk bronsmedaljör.[423]

## Juli

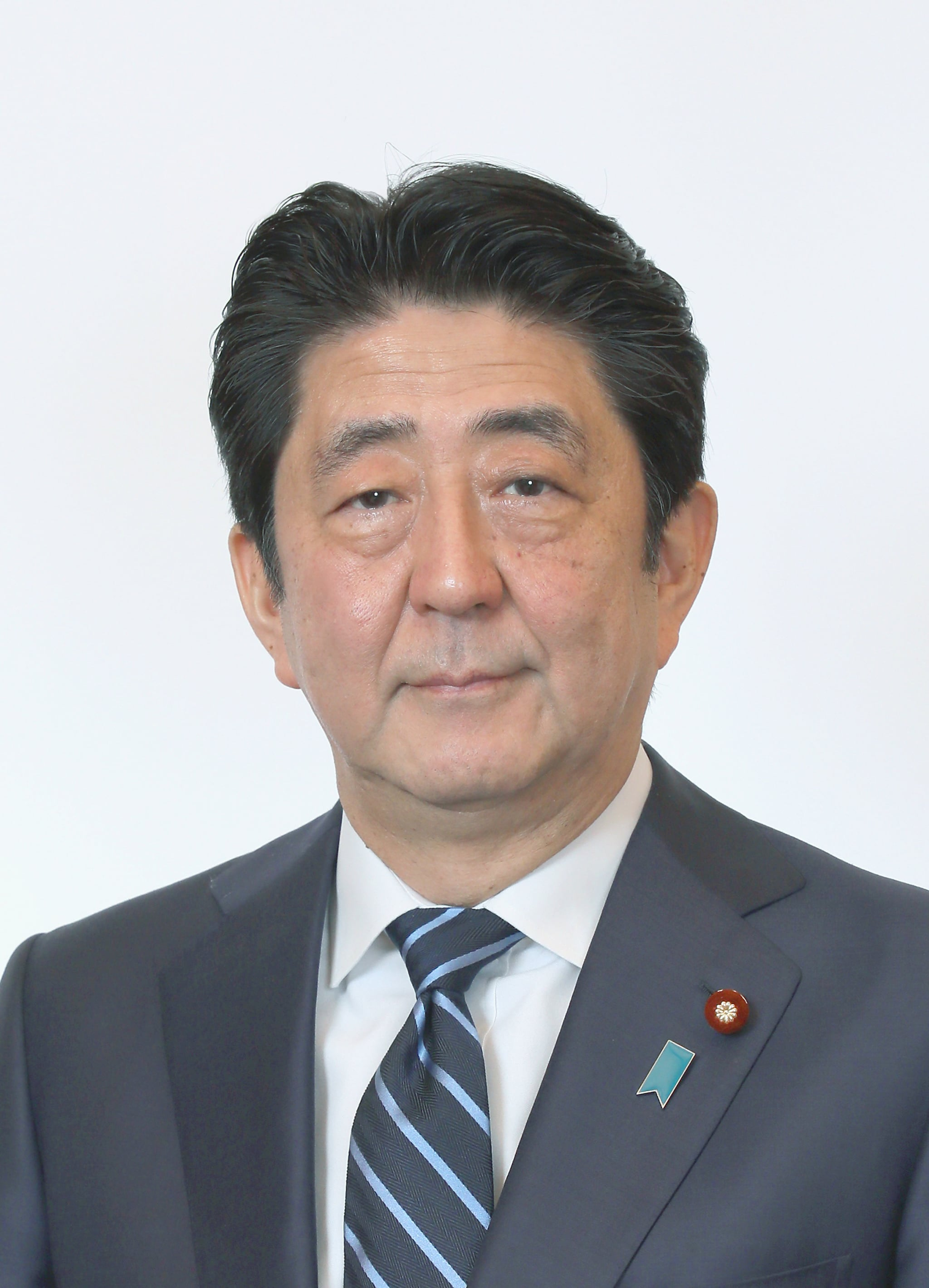
Den japanske politikern och premiärministern Shinzo Abe avled 8 juli, 67 år gammal.

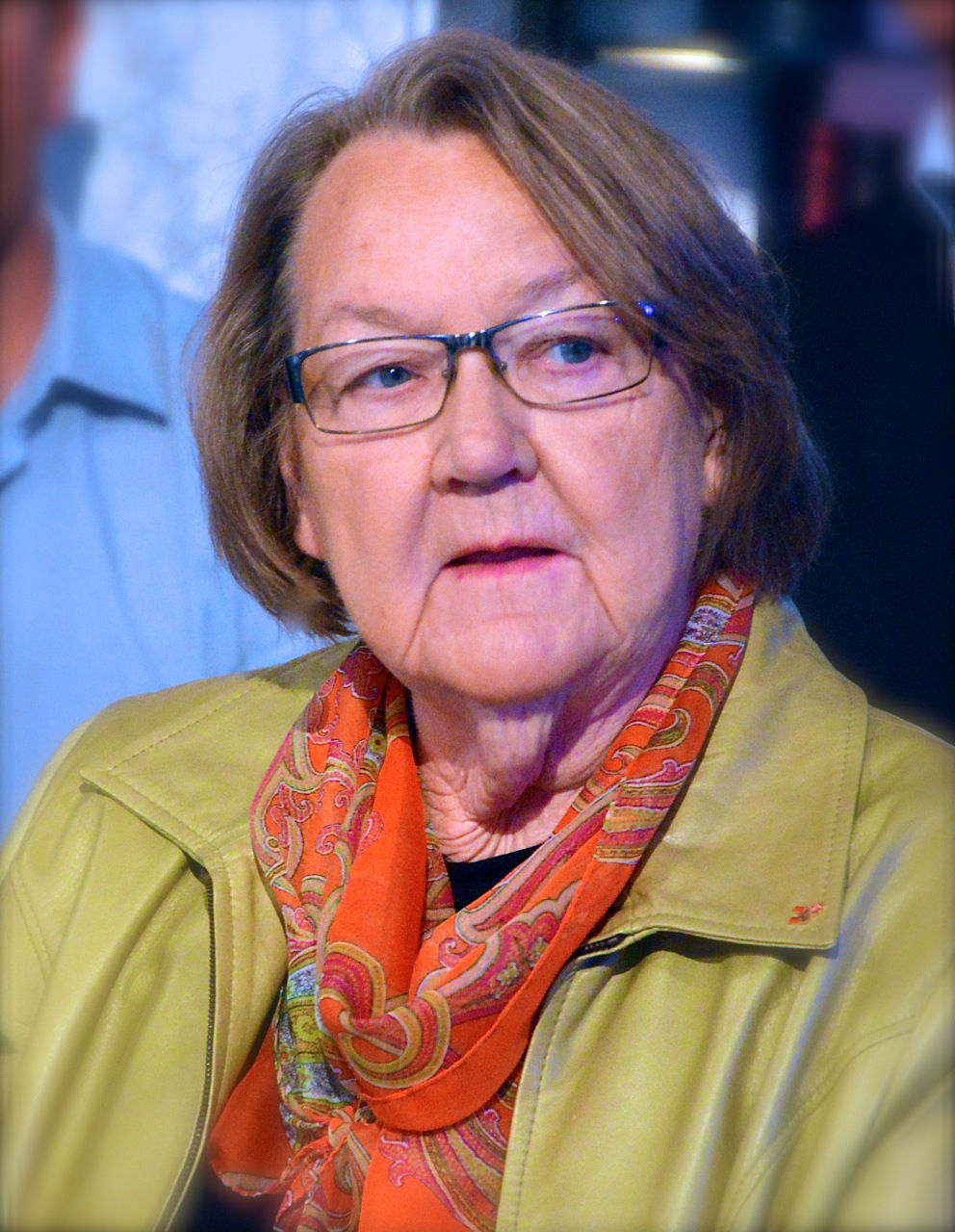
Den norsk-svenska politikern och författaren Marit Paulsen avled 25 juli, 82 år gammal.

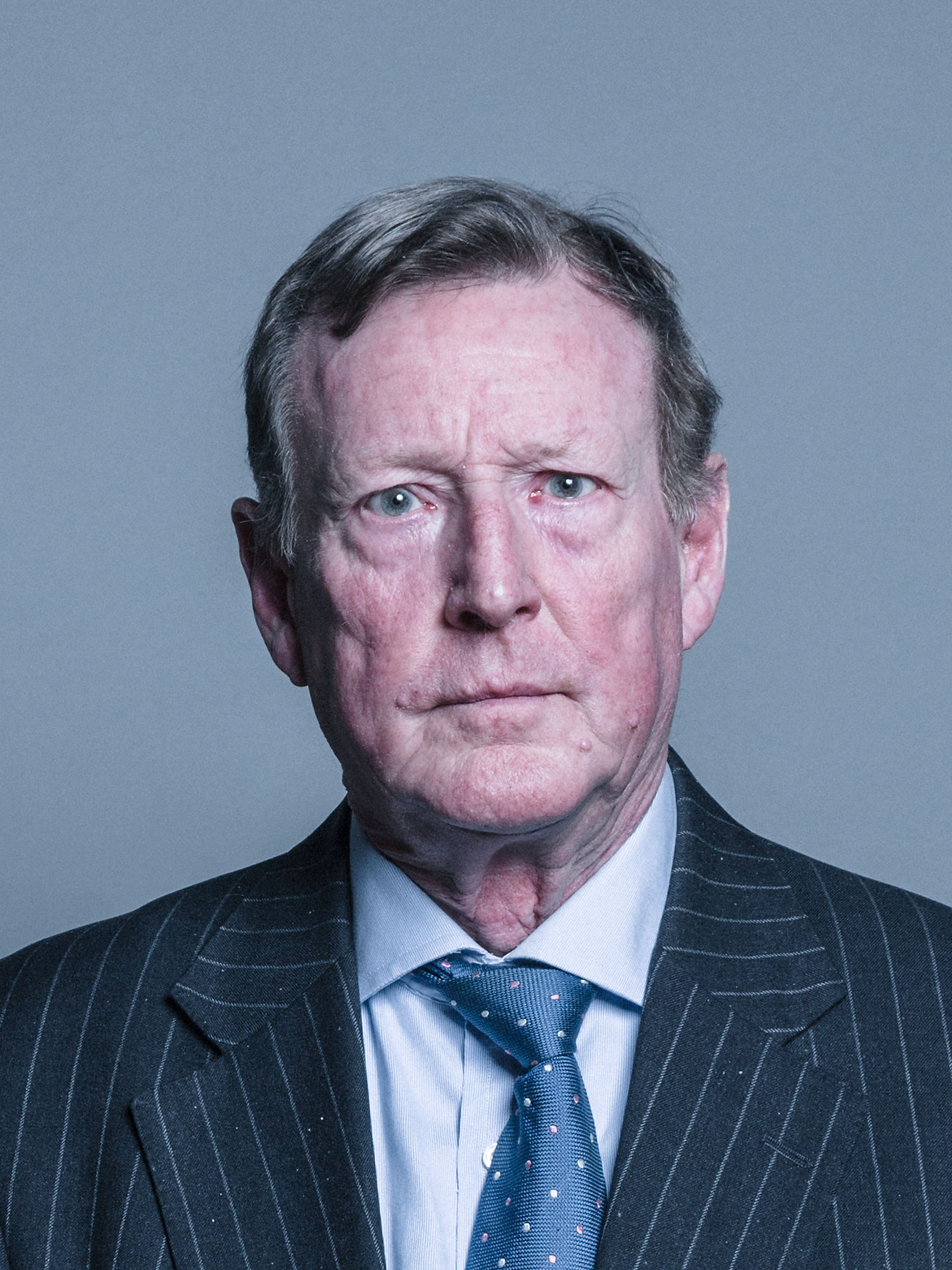
Den nordirländske politikern och fredspristagaren David Trimble avled 25 juli, 77 år gammal.

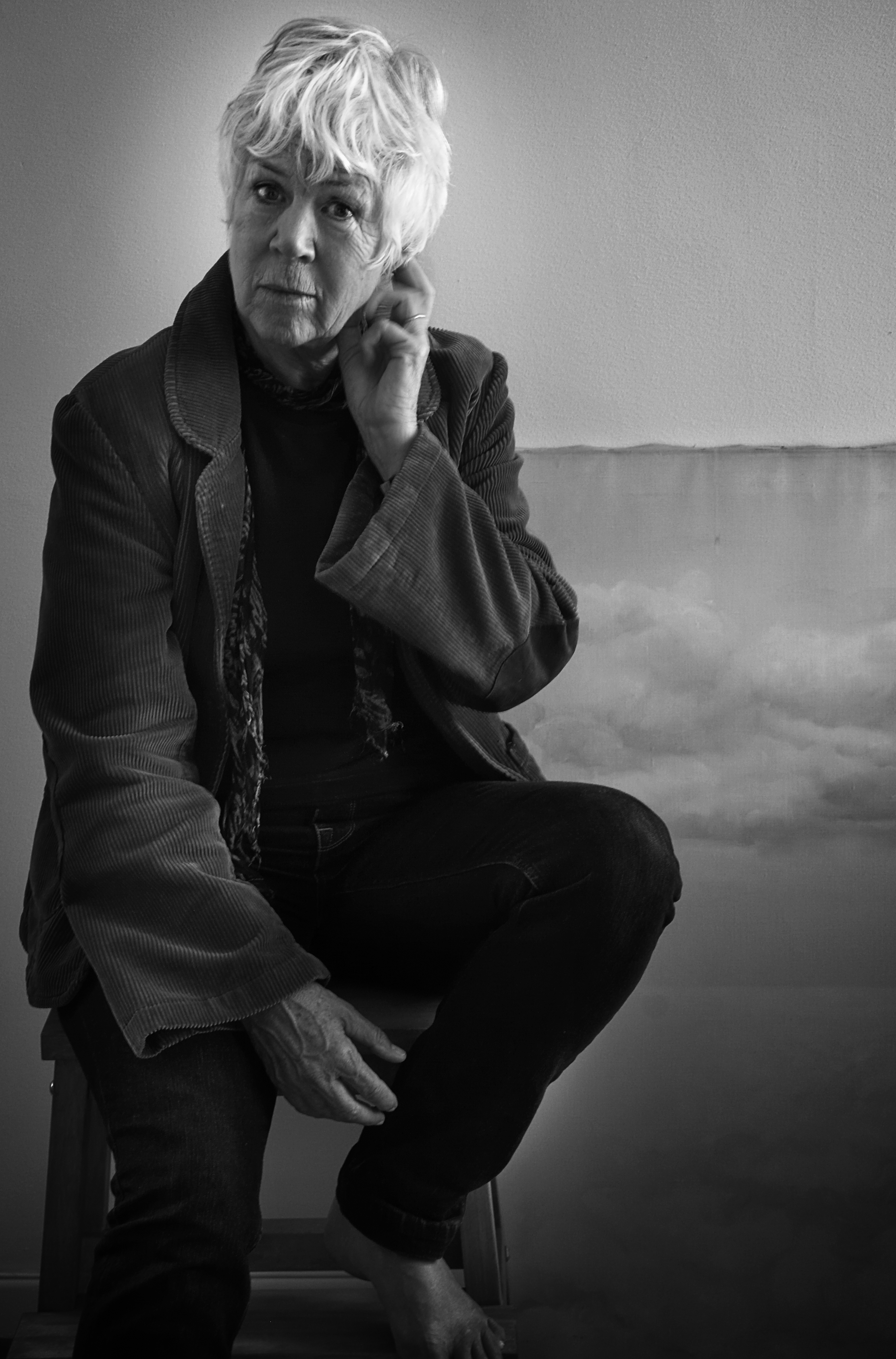
Den svenska författaren Inger Alfvén avled 26 juli, 82 år gammal.

- 2 juli – Peter Brook, 97, brittisk teater- och filmregissör.[424]
- 2 juli – Alain de Cadenet, 76, brittisk racerförare och TV-programspresentatör.[425]
- 2 juli – Leonid Sjvartsman, 101, sovjetisk och rysk regissör och filmkonstnär inom animerad film.[426]
- 3 juli – Robert Curl, 88, amerikansk kemist, nobelpristagare i kemi 1996.[427]
- 3 juli – Lennart Hjulström, 83, svensk skådespelare.[428]
- 3 juli – Ni Kuang, 87, Hongkong-baserad kinesisk författare av romaner, pjäser och filmmanus.[429]
- 3 juli – Charles Wesley Turnbull, 87, amerikansk politiker, guvernör på Amerikanska Jungfruöarna 1999–2007.[430]
- 4 juli – Alan Blaikley, 82, brittisk låtskrivare (låtskrivarparet Howard–Blaikley).[431]
- 4 juli – Thorbjörn Larsson, 77, svensk tidningsman och mediachef, Aftonbladets chefredaktör 1987–1997.[432]
- 4 juli – Kazuki Takahashi, 60, japansk mangaskapare och spelkonstruktör.[433][434]
- 5 juli – Manny Charlton, 80, brittisk gitarrist (Nazareth).[435][436]
- 5 juli – Lenny Von Dohlen, 63, amerikansk skådespelare, känd bland annat från tv-serien Twin Peaks.[437]
- 5 juli – Binette Schroeder, 82, tysk grafiker och barnboksillustratör.[438]
- 5 juli – Arne Åhman, 97, svensk friidrottare, guldmedaljör i tresteg, OS 1948.[439]
- 6 juli – James Caan, 82, amerikansk skådespelare.[440]
- 6 juli – Bryan Marchment, 53, kanadensisk ishockeyspelare.[441]
- 6 juli – Ing-Marie Wieselgren, 64, svensk psykiater, överläkare och nationell samordnare på Sveriges kommuner och regioner.[442]
- 8 juli – Shinzo Abe, 67, japansk politiker, premiärminister 2006–2007 och 2012–2020.[443]
- 8 juli – Luis Echeverría, 100, mexikansk politiker, inrikesminister 1963–1969 och president 1970–1976.[444]
- 8 juli – José Eduardo dos Santos, 79, angolansk politiker, president 1979–2017.[445]
- 8 juli – Tony Sirico, 79, amerikansk skådespelare (Sopranos).[446]
- 9 juli – L.Q. Jones, 94, amerikansk skådespelare.[447]
- 10 juli – Änvär Çingizoğlu, 60, azerbajdzjansk historiker, etnolog, genealog och författare.[448]
- 10 juli – Juan Roca Brunet, 71, kubansk basketspelare, olympisk bronsmedaljör 1972.[449]
- 11 juli – Natalja Dontjenko, 89, rysk skridskolöpare, olympisk silvermedaljör 1960.[450]
- 11 juli – Monty Norman, 94, brittisk kompositör (The James Bond Theme).[451]
- 12 juli – Joan Lingard, 90, brittisk (skotsk) författare.[452]
- 12 juli – Antti Litja, 84, finländsk skådespelare.[453]
- 14 juli – Francisco Morales Bermúdez, 100, peruansk politiker och militär, president 1975–1980 och premiärminister 1975.[454]
- 14 juli – Ivana Trump, 73, tjeckiskfödd amerikansk affärskvinna och mediapersonlighet, Donald Trumps hustru 1977–1992.[455]
- 15 juli – Britt Arenander, 80, svensk författare, översättare och journalist.[456]
- 17 juli – Juhani Linnovaara, 88, finländsk konstnär.[457]
- 18 juli – Povl Dissing, 84, dansk sångare och gitarrist.[458]
- 18 juli – Don Mattera, 86, sydafrikansk poet, författare och anti-apartheidaktivist.[459]
- 18 juli – Claes Oldenburg, 93, svenskfödd amerikansk skulptör.[460]
- 20 juli – Jolán Kleiber-Kontsek, 82, ungersk diskuskastare, olympisk bronsmedaljör 1968.[461]
- 20 juli – Harriette Söderblom, 97, svensk översättare och barnbibliotekarie.[462]
- 21 juli – Reino Paasilinna, 82, finländsk politiker och författare.[463]
- 21 juli – Uwe Seeler, 85, tysk fotbollsspelare och lagkapten.[464]
- 22 juli – Thomas Carlzon, 66, svensk företagsledare och ämbetsman, landshövding i Kalmar län 2017–2019.[465]
- 22 juli – Heikki Haavisto, 86, finländsk politiker, utrikesminister 1993–1995.[466]
- 23 juli – Bob Rafelson, 89, amerikansk filmregissör.[467]
- 24 juli – David Warner, 80, brittisk skådespelare.[468]
- 25 juli – Uri Orlev, 91, polsk-israelisk barnboksförfattare och översättare.[469]
- 25 juli – Marit Paulsen, 82, norskfödd svensk författare och politiker (Folkpartiet/Liberalerna).[470]
- 25 juli – Yoko Shimada, 69, japansk skådespelare.[471]
- 25 juli – Knuts Skujenieks, 85, lettisk poet, journalist och översättare.[472]
- 25 juli – Paul Sorvino, 83, amerikansk skådespelare.[473]
- 25 juli – David Trimble, 77, nordirländsk politiker, försteminister i Nordirland 1998–2002 och parlamentsledamot (i London) 1990–2005, mottagare av Nobels fredspris 1998.[474]
- 26 juli – Inger Alfvén, 82, svensk författare.[475]
- 26 juli – Anne-Marie Garat, 75, fransk författare.[476]
- 26 juli – James Lovelock, 103, brittisk teoretiker, biokemist och miljöaktivist.[477]
- 26 juli – Lukas Lundin, 64, svensk entreprenör och företagsledare.[478]
- 27 juli – Bernard Cribbins, 93, brittisk skådespelare och musikalartist.[479][a]
- 27 juli – Jelizaveta Dementieva, 93, sovjetisk-rysk kajakroddare, guldmedaljör i sprint OS 1956 och VM 1958.[484]
- 27 juli – Ralf Långbacka, 89, finländsk manusförfattare och regissör.[485]
- 27 juli – Tom Springfield, 88, brittisk sångare och låtskrivare.[486]
- 30 juli – Pat Carroll, 95, amerikansk skådespelare.[487]
- 30 juli – Nichelle Nichols, 89, amerikansk skådespelare (Star Trek, etc).[488]
- 31 juli – Fidel Ramos, 94, filippinsk militär och politiker, president 1992–1998.[489]
- 31 juli – Bill Russell, 88, amerikansk basketspelare och tränare.[490]
- 31 juli – John Steiner, 81, brittisk skådespelare.[491]
- 31 juli – Ayman az-Zawahiri, 71, egyptiskfödd jihadist, al-Qaidas högste ledare sedan 2011.[492][493]

## Augusti

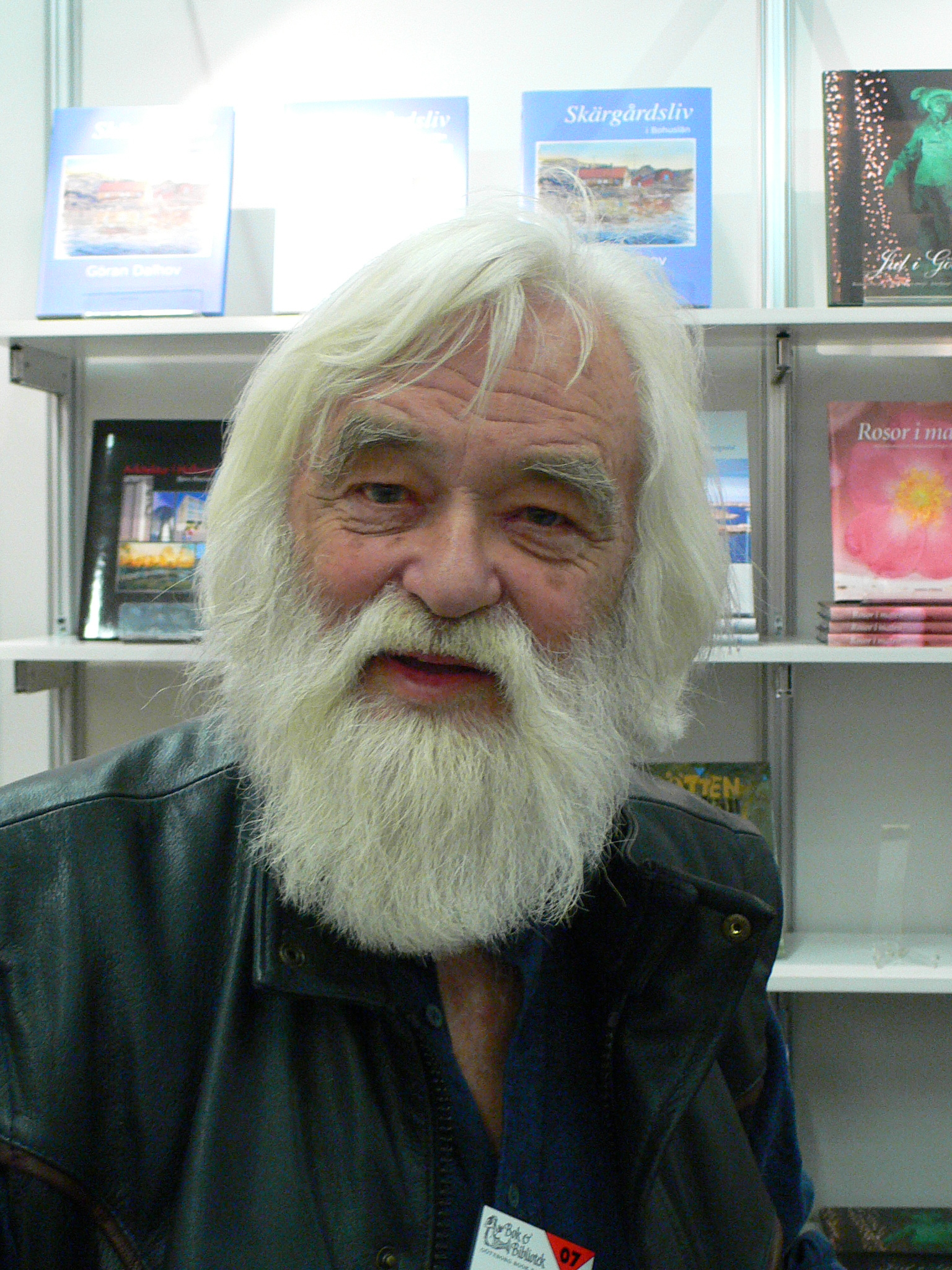
Den svenske författaren och folklivsforskaren Ebbe Schön avled 4 augusti, 92 år gammal.

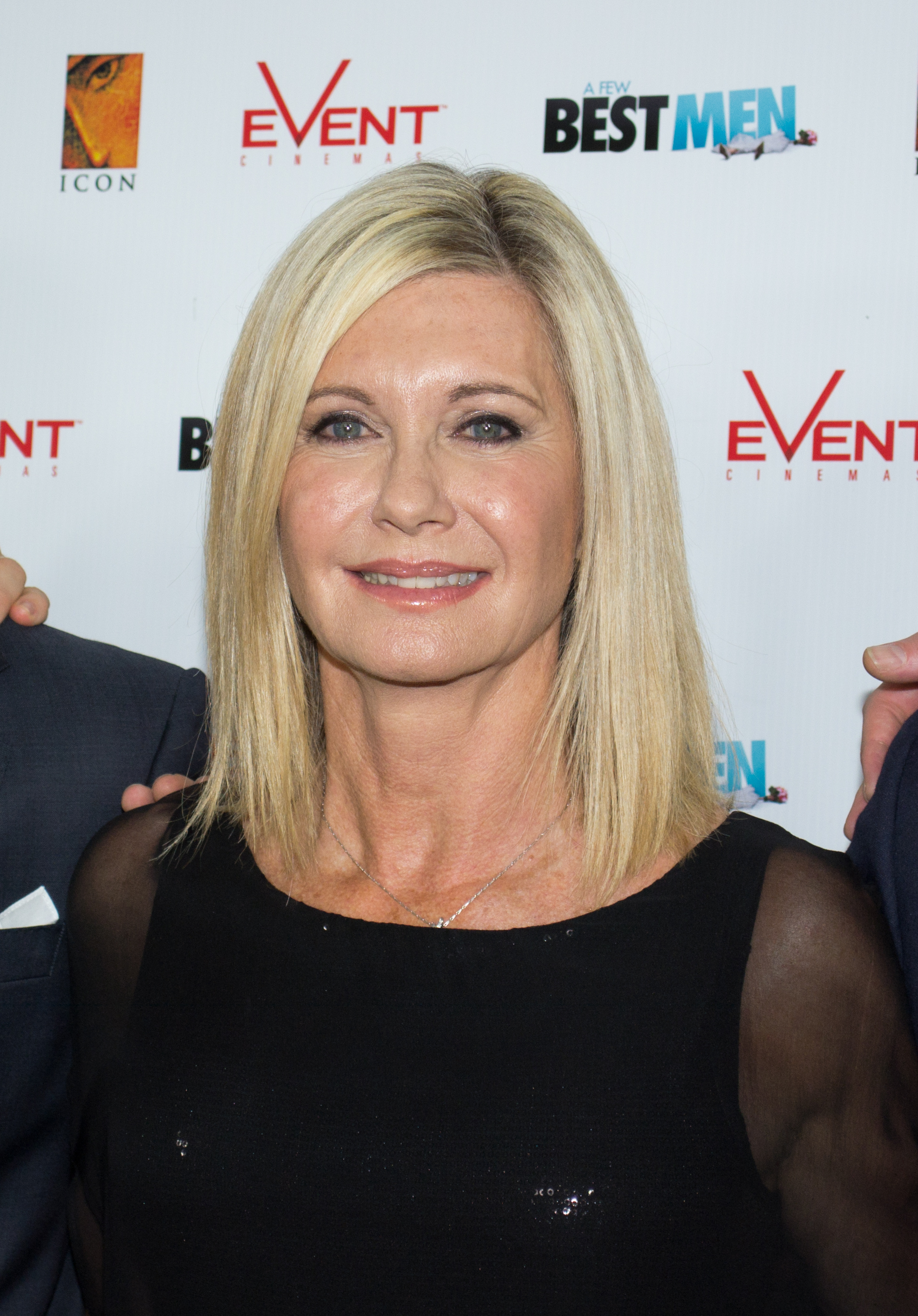
Den brittisk-australiska sångaren och skådespelaren Olivia Newton-John avled 8 augusti, 73 år gammal.

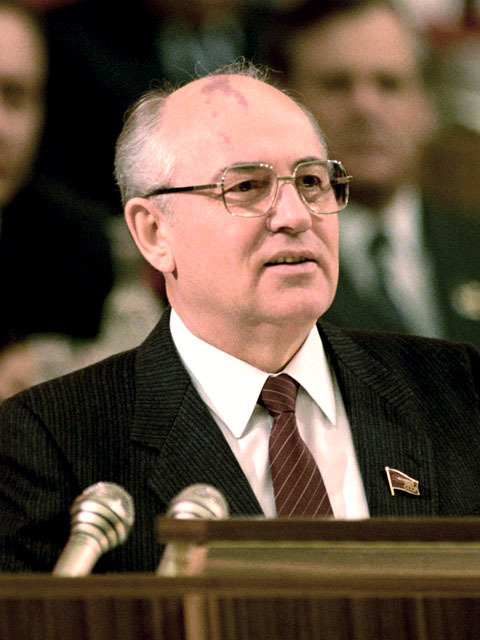
Den ryske politikern och fredspristagaren Michail Gorbatjov avled 30 augusti, 91 år gammal.

- 1 augusti – Lennart Back, 89, svensk gångare.[494]
- 1 augusti – Carlos Blixen, 85, uruguayansk basketspelare, olympisk bronsmedaljör 1956.[495]
- 1 augusti – Ilinka Mitreva, 72, nordmakedonsk politiker, utrikesminister 2001 och 2002–2006.[496]
- 1 augusti – Andrejs Rubins, 43, lettisk fotbollsspelare.[497][498][499]
- 2 augusti – David Bawden, 62, amerikansk sedevakantist och "motpåve".[500]
- 3 augusti – Jackie Walorski, 58, amerikansk republikansk politiker, representanthusledamot sedan 2013.[501]
- 4 augusti – Lars Ivar Hising, 94, svensk industriman och ämbetsman, landshövding i Gävleborgs län 1986–1992.[502]
- 4 augusti - Maj-Britt Lindholm, 89, svensk skådespelare.[503]
- 4 augusti – Ebbe Schön, 92, svensk litteraturvetare, professor, folklivsforskare och författare.[504]
- 5 augusti – Judith Durham, 79, australisk sångare.[505]
- 5 augusti – Clu Gulager, 93, amerikansk skådespelare.[506]
- 5 augusti – Issey Miyake, 84, japansk modeskapare.[507]
- 5 augusti – Torgny Söderberg, 77, svensk musikproducent, kompositör och textförfattare.[508]
- 6 augusti – Carlo Bonomi, 85, italiensk röstskådespelare, känd för Linus på linjen och Pingu.[509]
- 7 augusti – Ezekiel Alebua, 75, salomonsk politiker, premiärminister 1986–1989.[510]
- 7 augusti – Biyi Bandele, 54, nigeriansk författare, dramatiker och filmskapare.[511]
- 7 augusti – Bill Graham, 83, kanadensisk politiker, utrikesminister 2002–2004, försvarsminister 2004–2006 och tillförordnad partiledare för Liberala partiet 2006.[512]
- 7 augusti – Roger E. Mosley, 83, amerikansk skådespelare (Magnum, etc).[513]
- 8 augusti – Lamont Dozier, 81, amerikansk låtskrivare, musikproducent och sångare.[514][515]
- 8 augusti – Per Jansen, 80, norsk skådespelare.[516]
- 8 augusti – Olivia Newton-John, 73, brittiskfödd australisk sångare och skådespelare.[517]
- 8 augusti – Jozef Tomko, 98, slovakisk romersk-katolsk kardinal.[518]
- 9 augusti – Raymond Briggs, 88, brittisk illustratör, serieskapare och barnboksförfattare.[519]
- 9 augusti – Ingemar Erlandsson, 64, svensk fotbollsspelare (försvarare).[520]
- 9 augusti – Nicholas Evans, 72, brittisk författare.[521][522]
- 9 augusti – Jussi Hakulinen, 57, finländsk låtskrivare, sångare och musiker.[523]
- 10 augusti – Vesa-Matti Loiri, 77, finländsk skådespelare, musiker och komiker.[524]
- 11 augusti – Michael Badnarik, 68, amerikansk libertariansk politiker.[525]
- 11 augusti – Anne Heche, 53, amerikansk skådespelare.[526][527][528][529]
- 11 augusti – Hana Mazi Jamnik, 19, slovensk längdskidåkare.[530]
- 11 augusti – Bill Pitman, 102, amerikansk gitarrist och studiomusiker.[531]
- 11 augusti – Jean-Jacques Sempé, 89, fransk serietecknare och illustratör.[532]
- 12 augusti – Lise Drougge, 102, svensk kemist, författare, dramatiker och konstnär.[533]
- 12 augusti – Wolfgang Petersen, 81, tysk filmregissör.[534]
- 12 augusti – Vjatjeslav Semjonov, 74, ukrainsk fotbollsspelare, spelade för Sovjetunionen.[535]
- 13 augusti – Hans Åstrand, 97, svensk musikskribent och musikadministratör.[536]
- 14 augusti – Tomas Fischer, 81, svensk finansman och förläggare.[537]
- 14 augusti – Svika Pick, 72, israelisk låtskrivare och sångare.[538]
- 15 augusti – Reidunn Laurén, 91, svensk jurist, statsråd 1991–1994.[539][540]
- 15 augusti – Fritz-Olle Slotte, 76, finländsk TV-regissör och pedagog.[541]
- 16 augusti – Joseph Delaney, 77, brittisk författare (Väktarserien, etc).[542]
- 16 augusti – Eva-Maria Hagen, 87, tysk skådespelare och sångare, Nina Hagens mor.[543]
- 16 augusti – Matti Lehtinen, 100, finländsk operasångare.[544]
- 16 augusti – Hans Peterson, 99, svensk författare.[545]
- 18 augusti – Bruce Emms, 73, brittisk musiker och musikhandlare.[546][547]
- 18 augusti – Herbert Mullin, 75, amerikansk seriemördare.[548]
- 18 augusti – Virginia Patton, 97, amerikansk skådespelare.[549]
- 18 augusti – John Powell, 75, amerikansk mångkampare, olympisk bronsmedaljör i diskuskastning 1976.[550]
- 18 augusti – Josephine Tewson, 91, brittisk skådespelare.[551]
- 19 augusti – Per Knutsen, 71, norsk författare.[552]
- 19 augusti – Leon Vitali, 74, brittisk skådespelare.[553][554]
- 20 augusti – Jan Koldenius, 83, svensk skådespelare.[555]
- 20 augusti – Tom Weiskopf, 79, amerikansk golfspelare.[556]
- 21 augusti – Alexei Panshin, 82, amerikansk författare och litteraturkritiker, framförallt inom science fiction.[557]
- 22 augusti – Jerry Allison, 82, amerikansk musiker (trumslagare) och låtskrivare.[558]
- 24 augusti – Hérard Abraham, 82, haitisk politiker, provisorisk president 1990 och utrikesminister 1987–1988 och 2005–2006.[559]
- 24 augusti – Joe E. Tata, 85, amerikansk skådespelare (Beverly Hills, etc).[560][561]
- 24 augusti – Kallistos Ware, 87, brittisk teolog och ortodox kyrkoledare.[562]
- 25 augusti – Joey DeFrancesco, 51, amerikansk jazzmusiker.[563]
- 25 augusti – Nel Noddings, 93, amerikansk filosof, pedagog och feminist.[564]
- 26 augusti – Bicky Chakraborty, 78, indisk-svensk affärsman och entreprenör.[565]
- 26 augusti – Espen Skjønberg, 98, norsk skådespelare.[566]
- 27 augusti – Milutin Šoškić, 84, serbisk fotbollsspelare, spelade för Jugoslavien.[567]
- 28 augusti – Lars Eckerdal, 84, svensk präst och teolog, biskop i Göteborgs stift 1991–2003.[568]
- 28 augusti – Manzoor Hussain, 63, pakistansk landhockeyspelare och olympisk medaljör.[569]
- 29 augusti – Charlbi Dean, 32, sydafrikansk skådespelare och modell.[570]
- 29 augusti – Hans-Christian Ströbele, 83, tysk politiker (Allians 90/De gröna).[571]
- 30 augusti – Gheorghe Berceanu, 72, rumänsk brottare och olympisk medaljör.[572]
- 30 augusti – Michail Gorbatjov, 91, rysk (sovjetiskfödd) politiker, Sovjetunionens högste ledare 1985–1991 och mottagare av Nobels fredspris 1990.[573][574]
- 30 augusti – Don Lind, 92, amerikansk astronaut.[575]
- 30 augusti – George Woods, 79, amerikansk kulstötare och olympisk medaljör.[576]
- 31 augusti – Sören Boström, 74, svensk bandyspelare.[577]
- 31 augusti – Signe Persson-Melin, 97, svensk formgivare och keramiker.[578]

## September

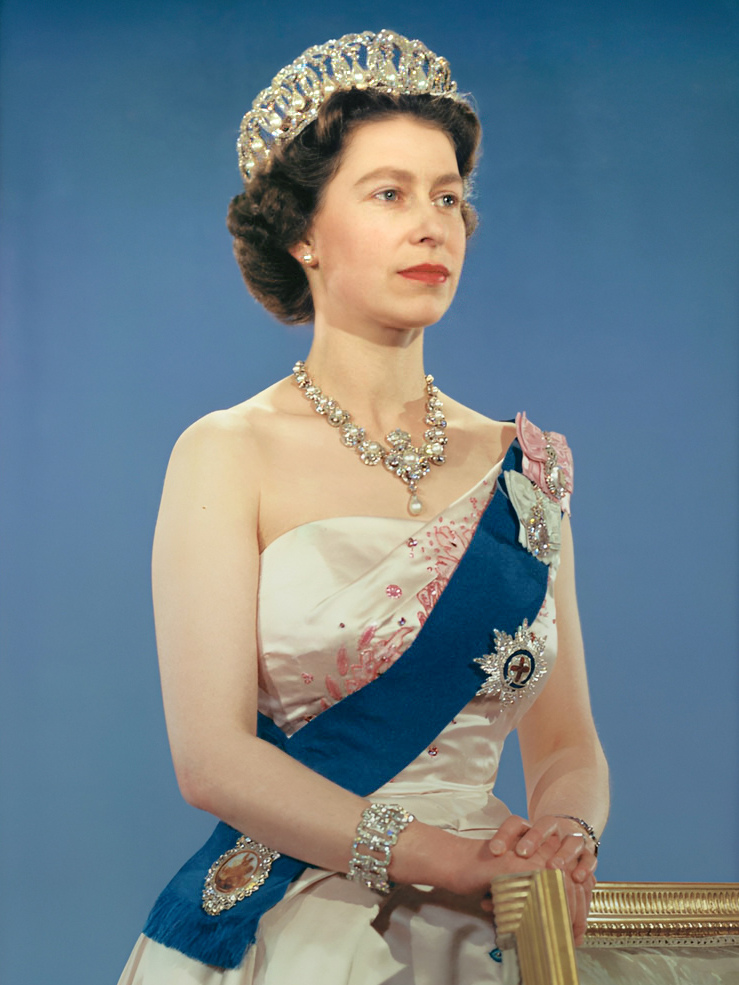
Den brittiska drottningen Elizabeth II av Storbritannien avled 8 september, 96 år gammal.

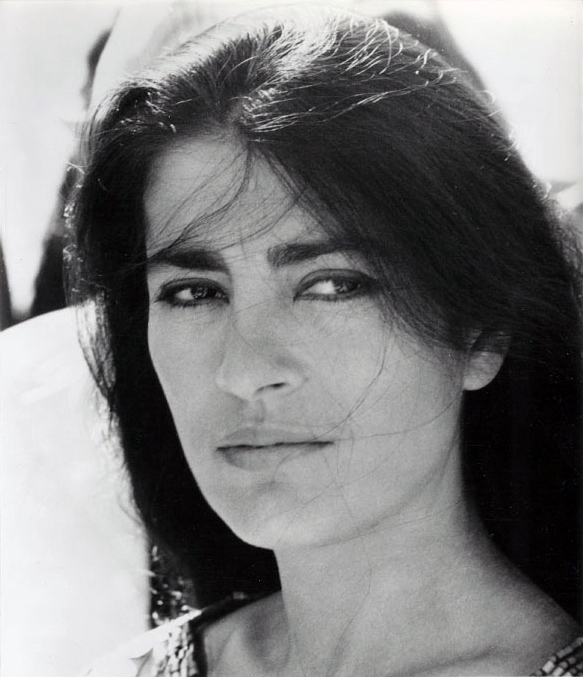
Den grekiska skådespelaren Irene Papas avled 14 september, 93 år gammal.

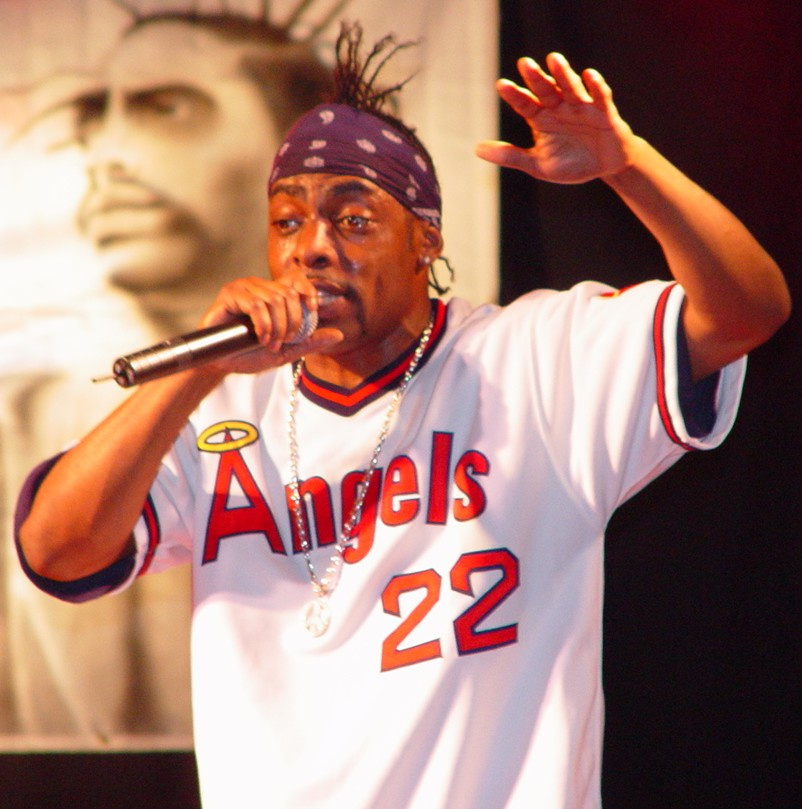
Den amerikanske rapparen Coolio avled 28 september, 59 år gammal.

- Exakt datum saknas – Antonín Hájek, 35, tjeckisk backhoppare.[579][580]
- 1 september – Barbara Ehrenreich, 81, amerikansk författare, journalist och politisk aktivist.[581]
- 2 september – Frank Drake, 92, amerikansk astronom och astrofysiker.[582]
- 4 september – Bo Brundin, 85, svensk skådespelare.[583]
- 4 september – Boris Lagutin, 84, rysk boxare och olympisk medaljör (tävlade för Sovjetunionen).[584]
- 4 september – Peter Straub, 79, amerikansk romanförfattare.[585]
- 5 september – Moon Landrieu, 92, amerikansk politiker, bostadsminister 1979–1981.[586]
- 6 september – Just Jaeckin, 82, fransk fotograf och filmregissör.[587]
- 7 september – Marsha Hunt, 104, amerikansk skådespelare.[588]
- 7 september – Lance Mackey, 52, amerikansk hundspannsförare.[589]
- 7 september – Piet Schrijvers, 75, nederländsk fotbollsspelare (målvakt).[590]
- 8 september – Elizabeth II av Storbritannien, 96, brittisk kunglighet, Storbritanniens regerande drottning sedan 1952.[591]
- 8 september – Olof Lundström Orloff, 84, svensk skådespelare och glaskonstnär.[592]
- 8 september – Anders Lönnbro, 76, svensk skådespelare, regissör och filmproducent.[593]
- 9 september – Jack Ging, 90, amerikansk skådespelare.[594]
- 10 september – William Klein, 96, amerikansk-fransk fotograf och filmare.[595]
- 11 september – Sven Holm, 68, svensk regissör och skådespelare.[596]
- 11 september – Javier Marías, 70, spansk författare och skribent.[597]
- 11 september – Alain Tanner, 92, schweizisk filmregissör, manusförfattare och producent.[598]
- 11 september – Elias Theodorou, 34, kanadensisk MMA-utövare.[599]
- 12 september – Ramsey Lewis, 87, amerikansk jazzmusiker (pianist) och kompositör.[600]
- 12 september – PnB Rock, 30, amerikansk rappare, sångare och låtskrivare.[601]
- 13 september – Jean-Luc Godard, 91, fransk-schweizisk filmskapare.[602]
- 13 september – Brian Hewson, 89, brittisk friidrottare, EM-guld 1958.
- 13 september – Kornelije Kovač, 80, serbisk kompositör och musiker.[603]
- 13 september – Kenneth Starr, 76, amerikansk jurist, främst känd genom sin roll i Whitewater- och Lewinskyaffärerna.[604]
- 14 september – Géza Csapó, 71, ungersk kanotist, olympisk medaljör.[605]
- 14 september – Bengt Gingsjö, 70, svensk simmare.[606]
- 14 september – Irene Papas, 93, grekisk skådespelare och sångare.[607]
- 14 september – Bill Pearl, 91, amerikansk kroppsbyggare.[608]
- 14 september – Henry Silva, 95, amerikansk skådespelare.[609]
- 15 september – Saul Kripke, 81, amerikansk filosof, logiker och lingvist.[610]
- 15 september – Francescantonio Nolè, 74, italiensk romersk-katolsk ärkebiskop.[611]
- 15 september – Payaso Soleil, 44, mexikansk fribrottare.[612]
- 16 september – Mahsa Amini, 22, iransk kvinna vars död i samband med att hon greps av landets s.k moralpolis lett till omfattande protestaktioner i Iran.[613]
- 17 september – Vlado Milunić, 81, tjeckisk (jugoslaviskfödd) arkitekt.[614]
- 18 september – Kjell Espmark, 92, svensk författare och litteraturvetare, ledamot av Svenska Akademien.[615]
- 19 september – Eila Nilsson, 55, svensk simmare, paralympisk guldmedaljör 1996.[616][617][618]
- 19 september – Jaakko Numminen, 93, finländsk tjänsteman och partilös politiker inom kultur- och utbildningsfrågor, undervisningsminister 1970.[619]
- 19 september – Valerij Poljakov, 80, rysk (sovjetiskfödd) kosmonaut.[620]
- 22 september – Hilary Mantel, 70, brittisk författare.[621]
- 23 september – Prince Amartey, 78, ghanansk boxare, olympisk bronsmedaljör 1972.[622]
- 23 september – Louise Fletcher, 88, amerikansk skådespelare.[623]
- 23 september – Franciszek Pieczka, 94, polsk skådespelare.[624]
- 23 september – Christopher Rådlund, 52, svensk målare, tecknare och grafiker.[625]
- 24 september – Pharoah Sanders, 81, amerikansk jazzmusiker.[626]
- 25 september – Lars Bergquist, 92, svensk författare och diplomat.[627]
- 25 september – James Florio, 85, amerikansk demokratisk politiker, guvernör i New Jersey 1990–1994.[628]
- 25 september – Rapael Tjimisjkjan, 93, georgisk tyngdlyftare och olympisk guldmedaljör (tävlade för Sovjetunionen).[629]
- 26 september – Annika Bäckström, 94, svensk översättare.[630]
- 26 september – Ronney Pettersson, 82, svensk fotbollsspelare (målvakt).[631]
- 26 september – Yusuf al-Qaradawi, 96, egyptisk islamisk skriftlärd och uttolkare av islams skrifter.[632]
- 26 september – Mark Souder, 72, amerikansk republikansk politiker, representanthusledamot 1995–2010.[633]
- 27 september – Eva Larsson, 89, svensk översättare.[634]
- 27 september – Andrew van der Bijl (även känd som "Broder Andrew"), 94, nederländsk kristen missionär, grundare av Open Doors.[635]
- 28 september – Coolio, 59, amerikansk rappare och skådespelare.[636]
- 30 september – Outi Heiskanen, 85, finländsk konstnär.[637]
- 30 september – Jurij Zajtsev, 71, rysk tyngdlyftare och olympisk medaljör (tävlade för Sovjetunionen).[638]

## Oktober

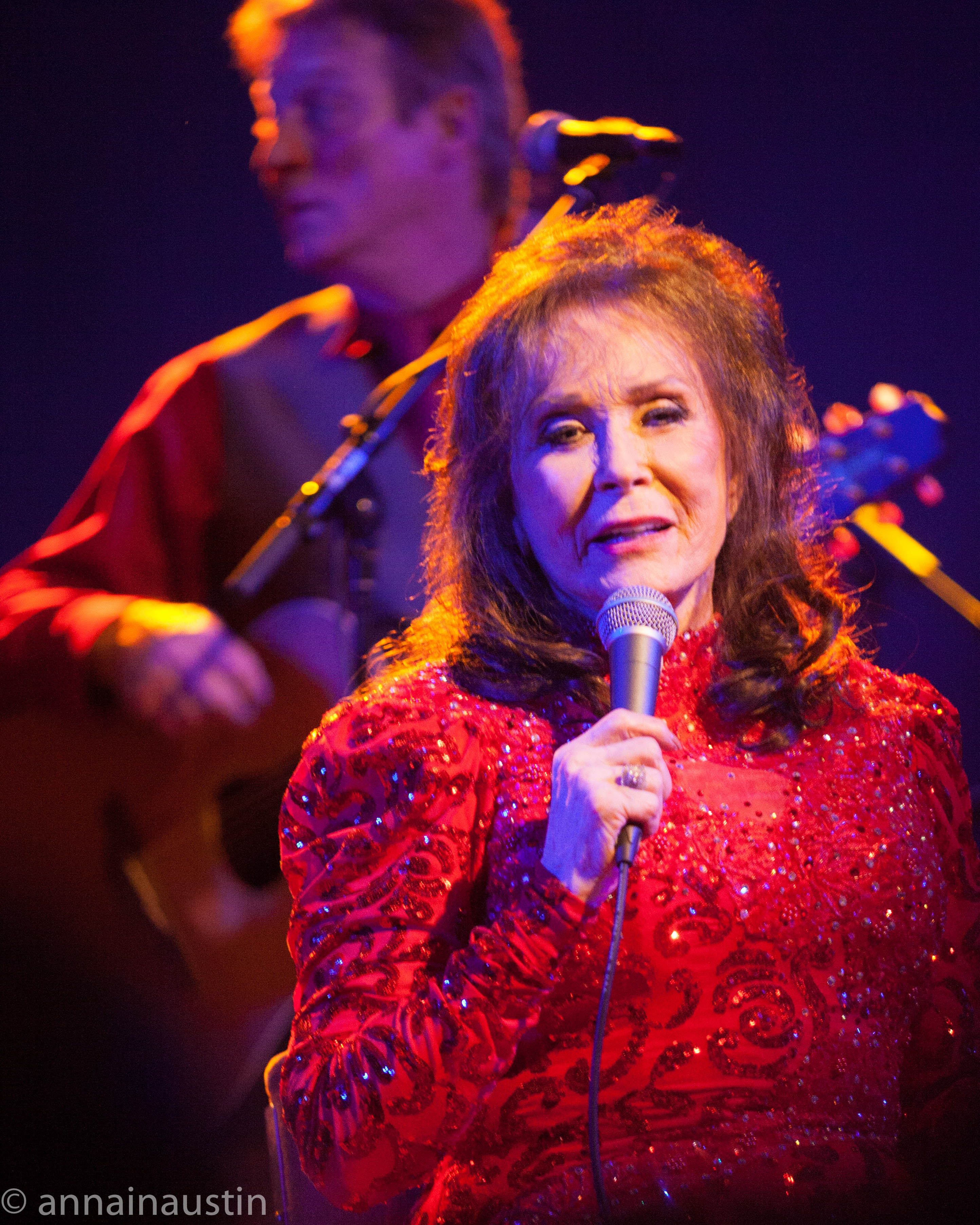
Den amerikanska countrysångaren och låtskrivaren Loretta Lynn avled 4 oktober, 90 år gammal.

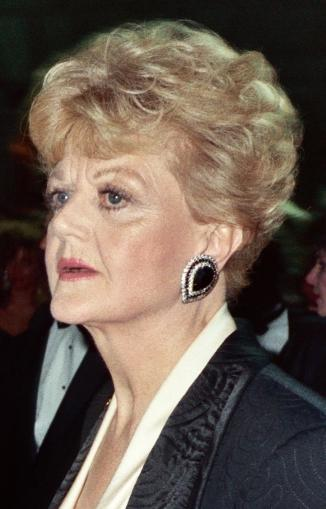
Den brittiska skådespelaren Angela Lansbury avled 11 oktober, 96 år gammal.

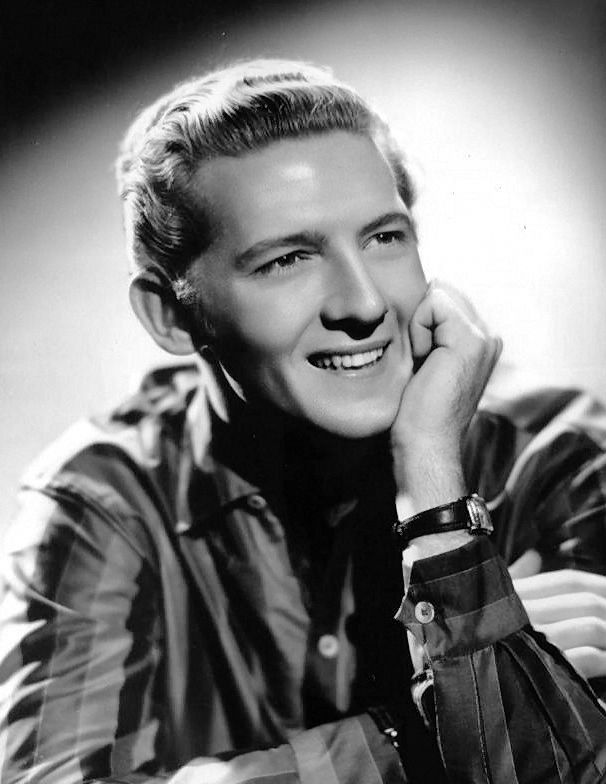
Den amerikanske rocksångaren och pianisten Jerry Lee Lewis avled 28 oktober, 87 år gammal.

- 1 oktober – Antonio Inoki, 79, japansk fribrottare och politiker.[639]
- 2 oktober – Shirley Englehorn, 81, amerikansk golfspelare.[640]
- 2 oktober – Sacheen Littlefeather, 75, amerikansk medborgarrättsaktivist och skådespelare som rönte uppmärksamhet när hon avböjde Marlon Brandos Oscar å hans vägnar vid Oscarsutdelningarna 1973.[641]
- 3 oktober – Simon Hallenbarter, 43, schweizisk skidskytt.[642][643]
- 3 oktober – Ian Hamilton, 97, skotsk (brittisk) jurist och förespråkare för Skottlands självständighet som låg bakom återbördandet av The Stone of Scone från England till Skottland 1950.[644]
- 3 oktober – Dan Nemteanu, 92, rumänsk-svensk scenograf, konstnär, illustratör.[645]
- 3 oktober – Florin Zalomir, 41, rumänsk fäktare, olympisk silvermedaljör 2012.[646]
- 4 oktober – Dave Dryden, 81, kanadensisk ishockeymålvakt.[647]
- 4 oktober – Günter Lamprecht, 92, tysk skådespelare.[648]
- 4 oktober – Loretta Lynn, 90, amerikansk countrysångare och låtskrivare.[649]
- 4 oktober – Peter Robinson, 72, brittisk författare.[650]
- 5 oktober – Wolfgang Kohlhaase, 91, tysk filmregissör och manusförfattare.[651]
- 5 oktober – Sara Lee, 30, amerikansk fribrottare.[652]
- 5 oktober – Hans Lagerwall, 81, svensk fäktare.[653]
- 5 oktober – Ingemar Månsson, 93, svensk kyrkomusiker och dirigent.[654]
- 5 oktober – Ann-Christine Nyström, 78, finländsk sångare.[655]
- 6 oktober – John E. Franzén, 80, svensk konstnär.[656]
- 6 oktober – Phil Read, 83, brittisk roadracingförare.[657]
- 7 oktober – Bill Nieder, 89, amerikansk kulstötare, olympisk guldmedaljör 1960.[658]
- 7 oktober – Anna Wahlgren, 80, svensk författare och samhällsdebattör.[659]
- 8 oktober – Billy Al Bengston, 88, amerikansk konstnär, bland annat skulptör.[660]
- 8 oktober – Peter Tobin, 76, brittisk seriemördare.[661]
- 9 oktober – Bruno Latour, 75, fransk filosof och sociolog.[662]
- 10 oktober – Mulayam Singh Yadav, 82, indisk politiker, försvarsminister 1996–1998 och chefsminister i Uttar Pradesh i flera omgångar.[663]
- 11 oktober – Frøydis Armand, 73, norsk skådespelare.[664]
- 11 oktober – Angela Lansbury, 96, brittisk skådespelare.[665]
- 12 oktober – Lucious Jackson, 80, amerikansk basketspelare.[666]
- 12 oktober – Barbro Karlén, 68, svensk författare och ryttare.[667]
- 12 oktober – Ralph Pearson, 103, amerikansk kemist.[668]
- 12 oktober – Osmo Pekonen, 62, finländsk matematiker, historiker, författare och översättare.[669]
- 13 oktober – Jan Lorentzon, 82, svensk sportjournalist.[670]
- 13 oktober – James McDivitt, 93, amerikansk astronaut.[671]
- 13 oktober – Halvor Næs, 94, norsk backhoppare.[672]
- 13 oktober – Dagmar Rom, 94, österrikisk alpin skidåkare.[673][674]
- 13 oktober – Lennart "Liston" Söderberg, 81, svensk fotbollsspelare och fotbollstränare.[675]
- 14 oktober – Robbie Coltrane, 72, brittisk (skotsk) skådespelare och komiker.[676]
- 14 oktober – Alexandros Nikolaidis, 42, grekisk taekwondoutövare.[677]
- 14 oktober – Kay Parker, 78, brittisk porrskådespelare och författare.[678]
- 14 oktober – Jan Rabson, 68, amerikansk röstskådespelare.[679]
- 14 oktober – Ralf Wolter, 95, tysk skådespelare.[680][681]
- 16 oktober – Lodewijk van den Berg, 90, nederländsk-amerikansk kemiingenjör och astronaut.[682]
- 16 oktober – Benjamin Civiletti, 87, amerikansk politiker och jurist, justitieminister 1979–1981.[683]
- 17 oktober – Jurij Klimov, 82, rysk handbollsspelare (tävlade för Sovjetunionen).[684]
- 17 oktober – Asjot Sarkisov, 98, rysk kärnfysiker.[685]
- 18 oktober – Charles Duncan Jr., 96, amerikansk politiker, energiminister 1979–1981.[686]
- 18 oktober – Ole Ellefsæter, 83, norsk längdskidåkare och olympisk guldmedaljör.[687]
- 18 oktober – Robert Gordon, 75, amerikansk rockabilly-sångare och musiker.[688]
- 18 oktober – Harvey Wollman, 87, amerikansk demokratisk politiker, guvernör i South Dakota 1978–1979.[689]
- 19 oktober – Philip Waruinge, 77, kenyansk boxare och olympisk medaljör.[690]
- 21 oktober – Sigbrit Franke, 80, svensk pedagogisk forskare, akademisk ledare och universitetskansler.[691]
- 21 oktober – Mats Johansson, 97, svensk regissör och teaterchef.[692]
- 21 oktober – Masato Kudo, 32, japansk fotbollsspelare.[693]
- 21 oktober – Peter Schjeldahl, 80, amerikansk konstkritiker och poet.[694]
- 22 oktober – Leszek Engelking, 67, polsk författare, litteraturhistoriker, litteraturkritiker och översättare.[695]
- 22 oktober – Dietrich Mateschitz, 78, österrikisk entreprenör, medgrundare och delägare av Red Bull GmbH.[696]
- 22 oktober – Pontus Nordling, 99, finlandssvensk radiojournalist.[697]
- 23 oktober – Don Edwards, 83, amerikansk western-sångare och gitarrist.[698]
- 23 oktober – Per Jonsson, 88, svensk skådespelare.[699]
- Exakt datum saknas – Aristidis Rapanakis, 68, grekisk seglare, olympisk bronsmedaljör 1980.[700]
- 24 oktober – Ashton Carter, 68, amerikansk ämbetsman, försvarsminister 2015–2017.[701]
- 24 oktober – Lennart Groll, 97, svensk jurist.[702]
- 24 oktober – Leslie Jordan, 67, amerikansk skådespelare (Will & Grace, etc).[703]
- 24 oktober – Tomasz Wójtowicz, 69, polsk volleybollspelare.[704]
- 26 oktober – Hans Dalborg, 81, svensk ekonom och bankman.[705]
- 26 oktober – Pierre Soulages, 102, fransk målare, gravör och skulptör.[706]
- 27 oktober – Hasse Burman, 96, svensk underhållare och musiker.[707]
- 27 oktober – Bahaa Taher, 87, egyptisk författare.[708]
- 28 oktober – Herman Daly, 84, amerikansk ekonom.[709]
- 28 oktober – Peo Jönis, 75, svensk musiker, sångare och kapellmästare.[710]
- 28 oktober – Jerry Lee Lewis, 87, amerikansk rocksångare och pianist.[711][712]
- 28 oktober – D.H. Peligro, 63, amerikansk musiker, trumslagare i Dead Kennedys och Red Hot Chili Peppers.[713]
- 29 oktober – Jonas Cornell, 83, svensk filmregissör, manusförfattare och producent.[714]
- 30 oktober – Johnny Andersson, 77, svensk rockmusiker, gitarrist i Namelosers och The Shakers.[715][716]
- 30 oktober – Rosemarie Köhn, 83, tyskfödd norsk biskop i Hamar 1993–2006.[717]

## November

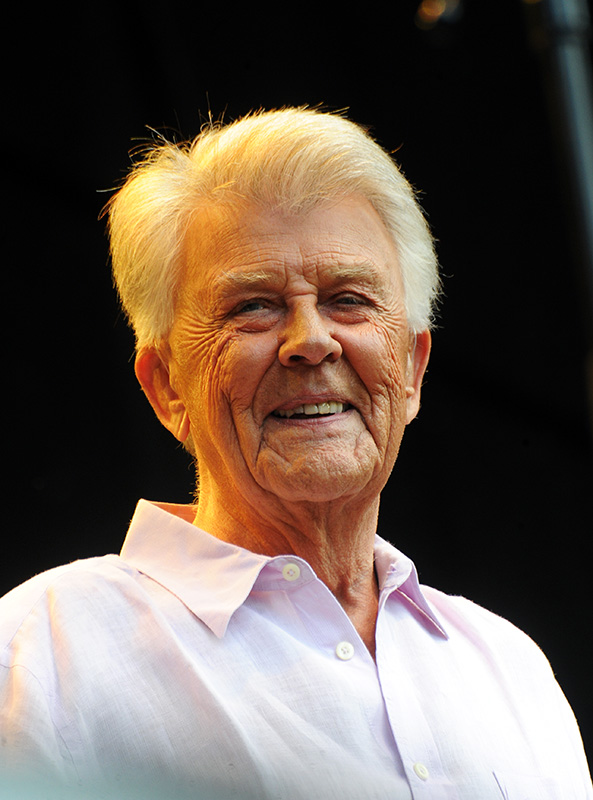
Den svenske skådespelaren och sångaren Sven-Bertil Taube avled 11 november, 87 år gammal.

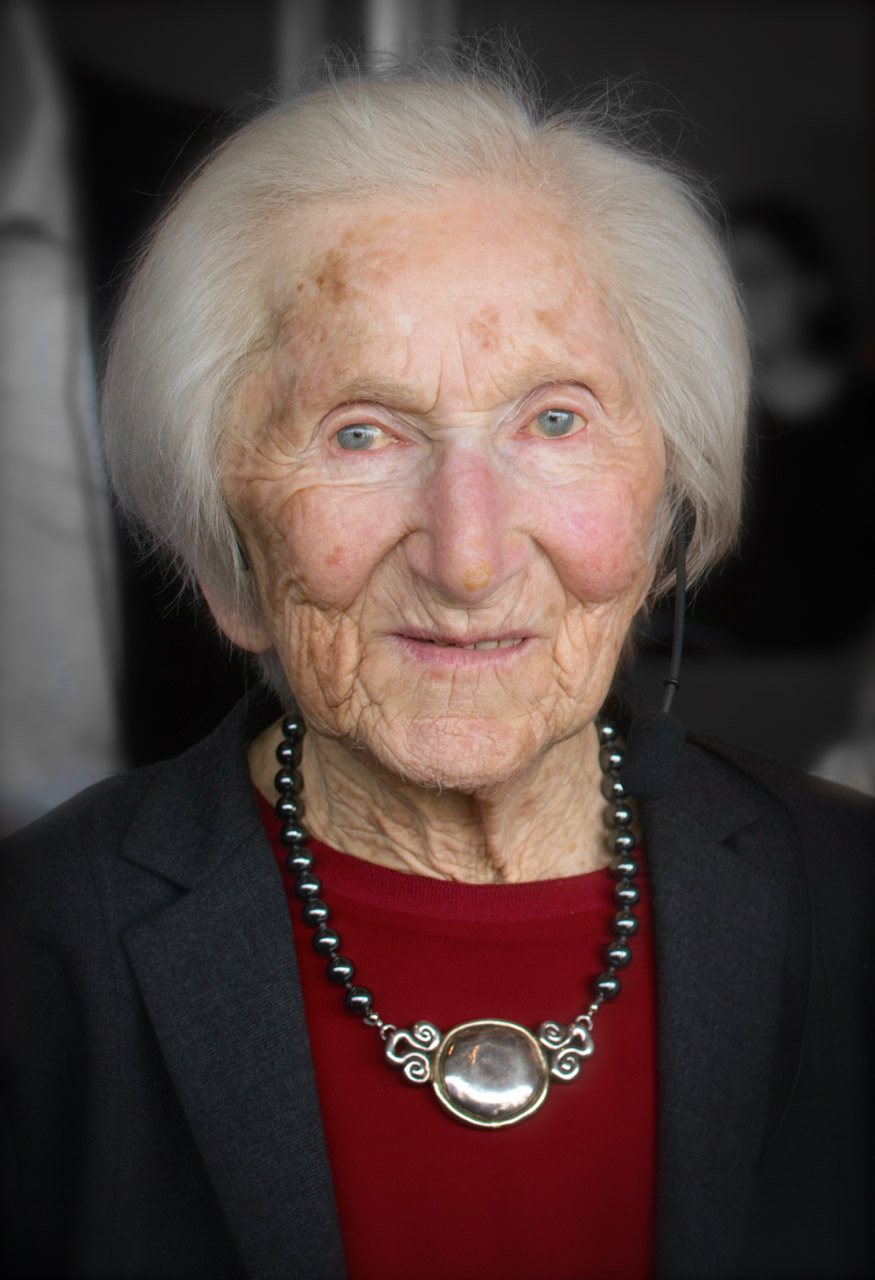
Den svenska författaren och psykologen Hédi Fried avled 19 november, 98 år gammal.

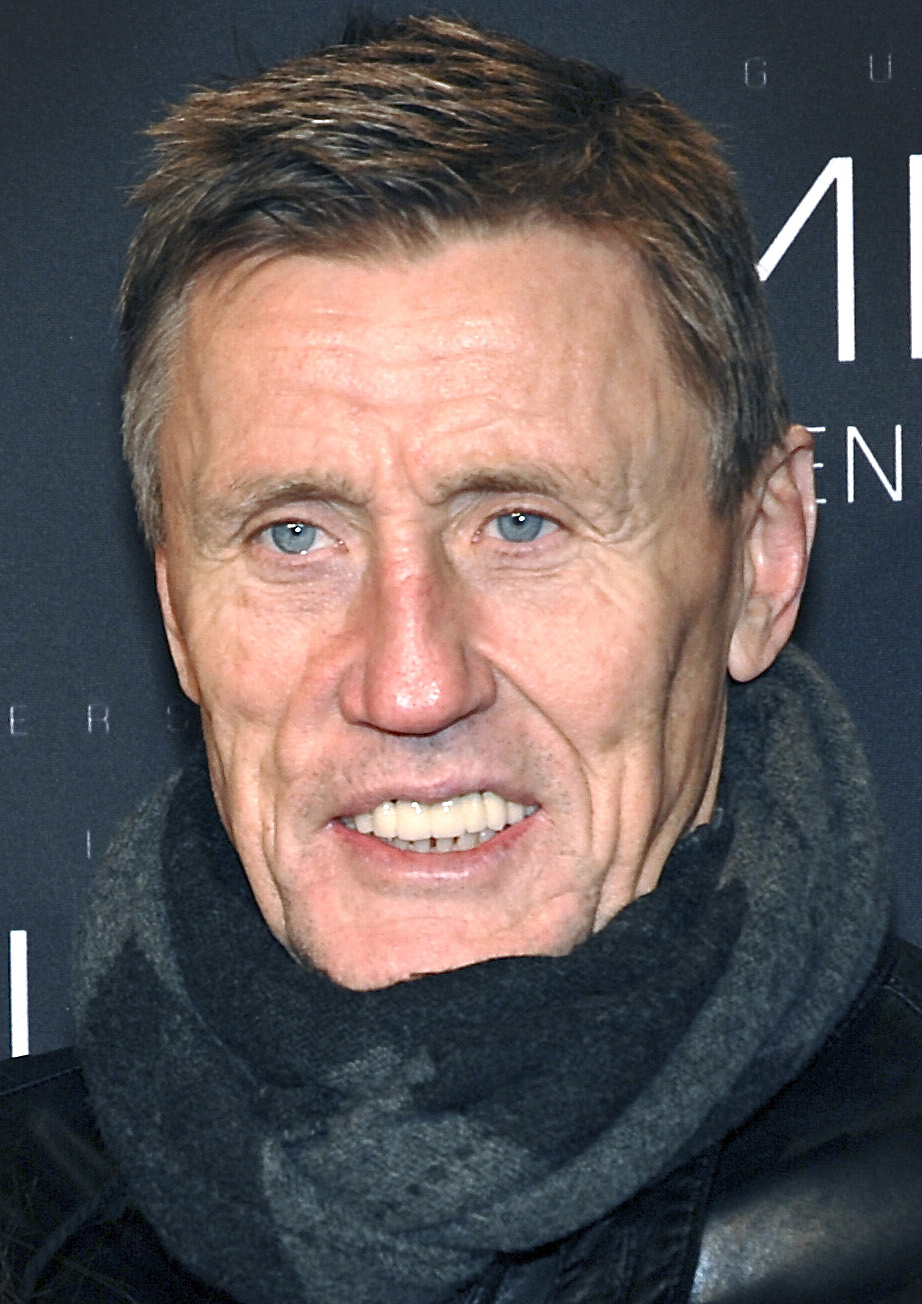
Den svenske ishockeyspelaren Börje Salming avled 24 november, 71 år gammal.

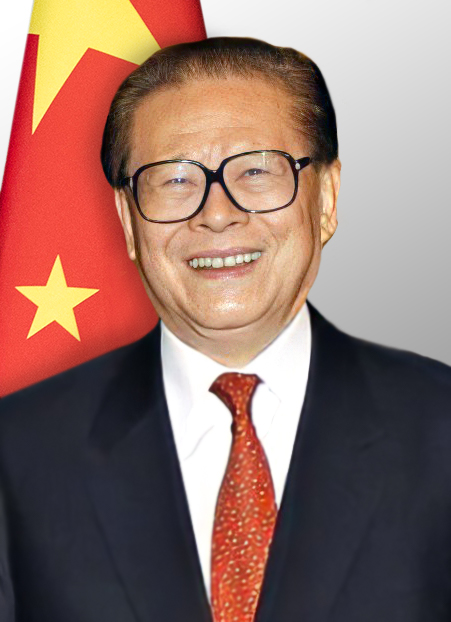
Den kinesiske politikern och ledaren Jiang Zemin avled 30 november, 96 år gammal.

- 1 november – Filep Karma, 63, papuansk (indonesisk) självständighetsaktivist.[718]
- 1 november – Wilson Kiprugut, 84, kenyansk 800-meterslöpare.[719]
- 1 november – Takeoff, 28, amerikansk rappare.[720]
- 2 november – Ela Bhatt, 89, indisk kvinnorätts- och arbetslivsaktivist, grundare av SEWA och mottagare av Right Livelihood Award.[721]
- 2 november – Mauro Forghieri, 87, italiensk maskintekniker och formelbilskonstruktör.[722]
- 2 november – Mats Hillert, 97, svensk professor i metallografi.[723]
- 2 november – Michael Möllenbeck, 52, tysk diskuskastare.[724]
- 3 november – Peter Danckert, 82, tysk politiker, ledamot av förbundsdagen för SPD 1998–2013.[725]
- 4 november – Dow Finsterwald, 93, amerikansk golfspelare.[726]
- 4 november – Toralv Maurstad, 95, norsk skådespelare, regissör och teaterchef.[727]
- 4 november – Bill Sheffield, 94, amerikansk demokratisk politiker, guvernör i Alaska 1982–1986.[728]
- 4 november – Igor Sypniewski, 47, polsk fotbollsspelare (spelade även i flera svenska klubbar).[729][730]
- 5 november – Aaron Carter, 34, amerikansk sångare.[731]
- 5 november – Tyrone Downie, 66, jamaicansk musiker, keyboardist i Bob Marley and the Wailers.[732]
- 5 november – Carmelo La Bionda, 73, italiensk musiker och låtskrivare (La Bionda).[733]
- 5 november – Mimi Parker, 55, amerikansk musiker, trumslagare och sångare i Low.[734]
- 6 november – Peter McNab, 70, amerikansk-kanadensisk ishockeyspelare.[735]
- 6 november – Edward C. Prescott, 81, amerikansk nationalekonom, mottagare av Sveriges Riksbanks pris i ekonomisk vetenskap till Alfred Nobels minne 2004.[736]
- 6 november – Wava Stürmer, 93, finlandssvensk författare och sångtextförfattare.[737]
- 7 november – Leslie Phillips, 98, brittisk skådespelare.[738]
- 8 november – Claes-Göran Hederström, 77, svensk artist och sångare.[739]
- 8 november – Pierre Kartner, 87, nederländsk musiker, sångare och låtskrivare.[740]
- 8 november – Dan McCafferty, 76, brittisk (skotsk) sångare (Nazareth).[741]
- 8 november – George Young, 85, amerikansk löpare, olympisk bronsmedaljör 1968.[742]
- 9 november – Gal Costa, 77, brasiliansk sångare, portalfigur i Tropicália-rörelsen.[743]
- 9 november – Tore Tallqvist, 80, finländsk arkitekt och professor.[744]
- Exakt datum saknas – Mattis Hætta, 63, norsk (samisk) sångare.[745]
- 10 november – Kevin Conroy, 66, amerikansk skådespelare.[746]
- 10 november – Staffan Nihlén, 93, svensk skulptör, tecknare, målare och grafiker.[747]
- 10 november – Nik Turner, 82, brittisk musiker, saxofonist i Hawkwind.[748]
- 11 november – John Aniston, 89, amerikansk skådespelare.[749]
- 11 november – Gallagher, 76, amerikansk komiker.[750]
- 11 november – Keith Levene, 65, brittisk gitarrist och låtskrivare, medlem av The Clash och Public Image Ltd.[751]
- 11 november – Sven-Bertil Taube, 87, svensk sångare och skådespelare.[752]
- 12 november – Carroll Hubbard, 85, amerikansk politiker.[753]
- 12 november – Mehran Karimi Nasseri, 76–77, iransk statslös flykting vars livshistoria inspirerade till filmen The Terminal.[754]
- 13 november – Kaj Attorps, 85, svensk författare, översättare och samhällsdebattör.[755]
- 13 november – Anthony Johnson, 38, amerikansk MMA-utövare.[756]
- 14 november – Kerstin Hedeby, 96, svensk målare, tecknare, grafiker och scenograf.[757]
- 15 november – Marcus Sedgwick, 54, brittisk författare och illustratör.[758][759]
- 16 november – Mick Goodrick, 77, amerikansk jazzgitarrist.[760]
- 16 november – Bo Holmqvist, 91, svensk journalist.[761]
- 16 november – Carol Leigh, 71, amerikansk författare, filmskapare, sexarbetare och aktivist för sexarbetare.[762]
- 18 november – Anders Bondeman, 85, svensk organist.[763]
- 18 november – Päiviö Tommila, 91, finländsk historiker.[764][765]
- 19 november – Ele Alenius, 97, finländsk politiker, minister och ordförande för Demokratiska förbundet för Finlands folk 1966–1977.[766]
- 19 november – Greg Bear, 71, amerikansk science fiction-författare.[767]
- 19 november – Hédi Fried, 98, svensk författare och psykolog.[768][769]
- 20 november – Thure Malmberg, 84, finlandssvensk radiojournalist.[770]
- 20 november – Gunilla Palmstierna-Weiss, 94, svensk scenograf, kostymtecknare, skulptör och keramiker.[771][772]
- 20 november – Jean-Marie Straub, 89, fransk filmregissör.[773]
- 21 november – Wilko Johnson, 75, brittisk gitarrist, låtskrivare och sångare, solo och i Dr. Feelgood.[774]
- 22 november – John Y. Brown, Jr., 88, amerikansk demokratisk politiker och entreprenör (KFC), Kentuckys guvernör 1979–1983.[775]
- 22 november – Bernadette Mayer, 77, amerikansk poet, författare och bildkonstnär förknippad med Language poets och New York-skolan.[776][777]
- 22 november – Pablo Milanés, 79, kubansk gitarrist och sångare, en av förgrundsgestalterna inom musikrörelserna Nueva trova och Nueva canción.[778]
- 22 november – Juri Sjuchevitj, 89, ukrainsk dissident och politiker, partiledare för UNA-UNSO 1990–1994 och senare parlamentsledamot.[779]
- 23 november – Enrique Rodríguez, 71, spansk boxare, olympisk bronsmedaljör 1972.[780]
- 24 november – Hans Magnus Enzensberger, 93, tysk författare, poet, översättare och redaktör.[781]
- 24 november – Börje Salming, 71, svensk ishockeyspelare.[782][783]
- 25 november – Irene Cara, 63, amerikansk sångare och skådespelare.[784]
- 25 november – August Rathke, 96, norsk jurist, politiker och motståndsman under andra världskriget.[785][786]
- 26 november – Fernando Gomes, 66, portugisisk fotbollsspelare.[787]
- 26 november – David Ray Griffin, 83, amerikansk religionsvetare och teolog.[788]
- 26 november – Uladzimir Makej, 64, belarusisk politiker, landets utrikesminister sedan 2012.[789]
- 26 november – Albert Pyun, 69, amerikansk filmregissör.[790]
- 27 november – Richard Baawobr, 63, ghanansk romersk-katolsk kardinal och biskop.[791]
- 27 november – Gábor Csapó, 72, ungersk vattenpolospelare, olympisk guldmedaljör 1976.[792]
- 27 november – Marja Hallstensson, 65, svensk konstnär.[793]
- 28 november – Torben Rechendorff, 85, dansk politiker, minister och partiledare för Konservative Folkeparti 1993–1995.[794]
- 28 november – Astrid Söderbaum, 103, svensk skådespelare och sångare.[795]
- 29 november – Aline Kominsky-Crumb, 74, amerikansk undergroundserieskapare, gift med Robert Crumb.[796][797]
- 30 november – Meinhard von Gerkan, 87, tysk arkitekt.[798]
- 30 november – Murray Halberg, 89, nyzeeländsk löpare, olympisk guldmedaljör 1960.[799]
- 30 november – Christiane Hörbiger, 84, österrikisk skådespelare.[800]
- 30 november – Jiang Zemin, 96, kinesisk politiker, generalsekreterare för kommunistpartiet 1989–2002 och president 1993–2003.[801]
- 30 november – Christine McVie, 79, brittisk sångare, musiker och låtskrivare (Chicken Shack och Fleetwood Mac).[802]
- 30 november – Davide Rebellin, 51, italiensk tävlingscyklist.[803]
- 30 november – Kajsa Telander, 103, svensk författare, journalist och förlagsredaktör.[804]
- 30 november – Steve Witiuk, 93, kanadensisk ishockeyspelare.[805]

## December

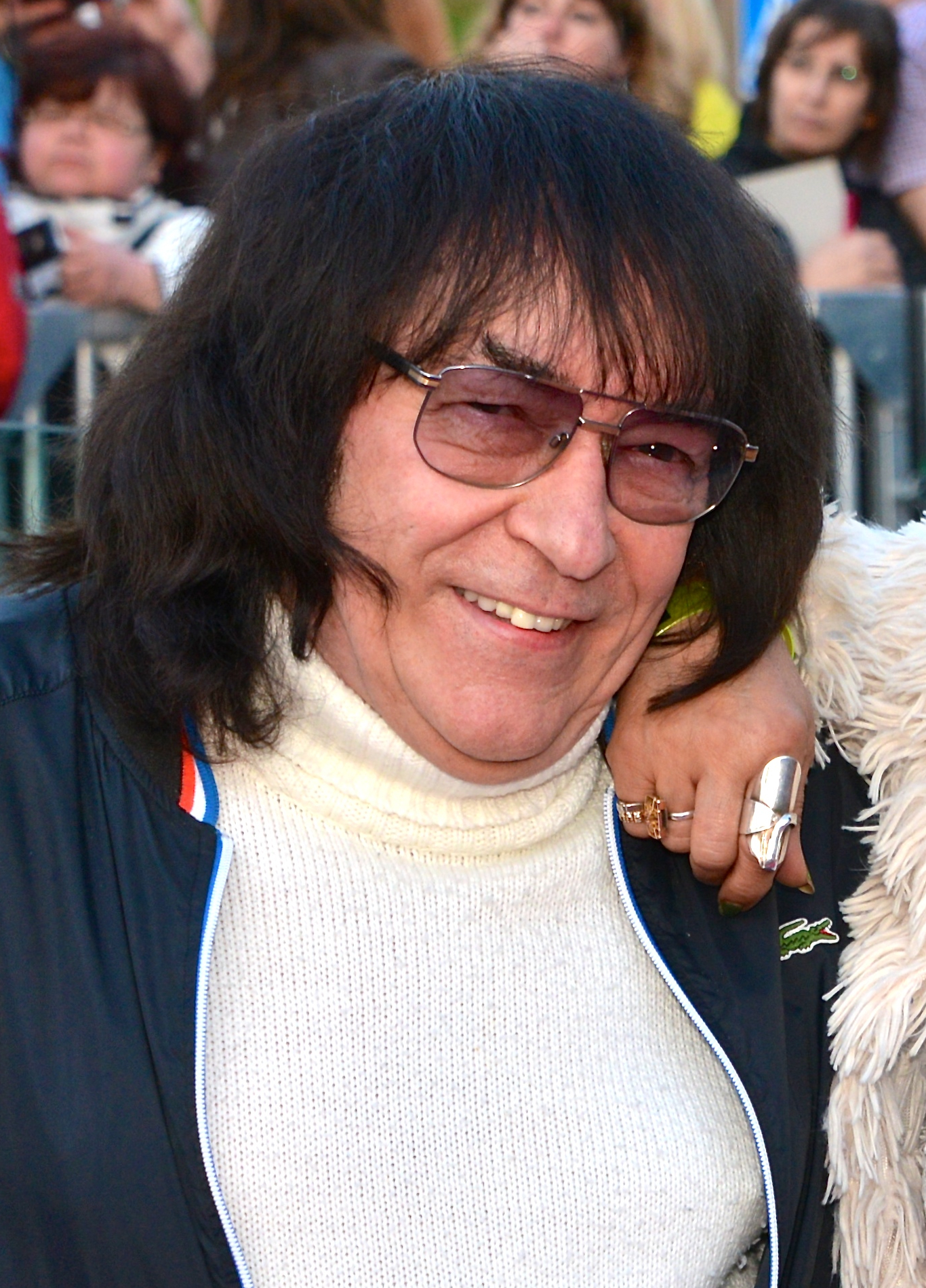
Den svenske sångaren Svenne Hedlund avled 3 december, 77 år gammal.

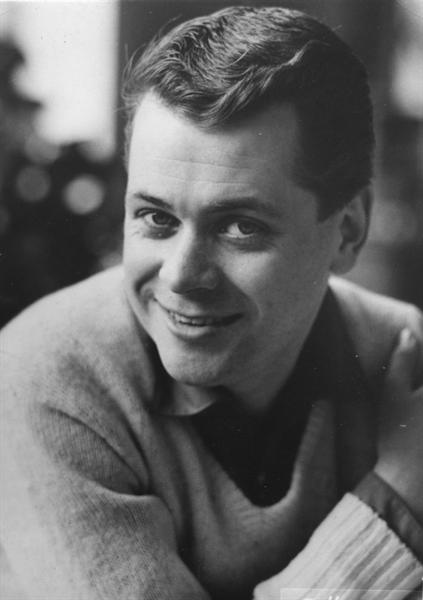
Den svenske sångaren Lasse Lönndahl avled 26 december, 94 år gammal.

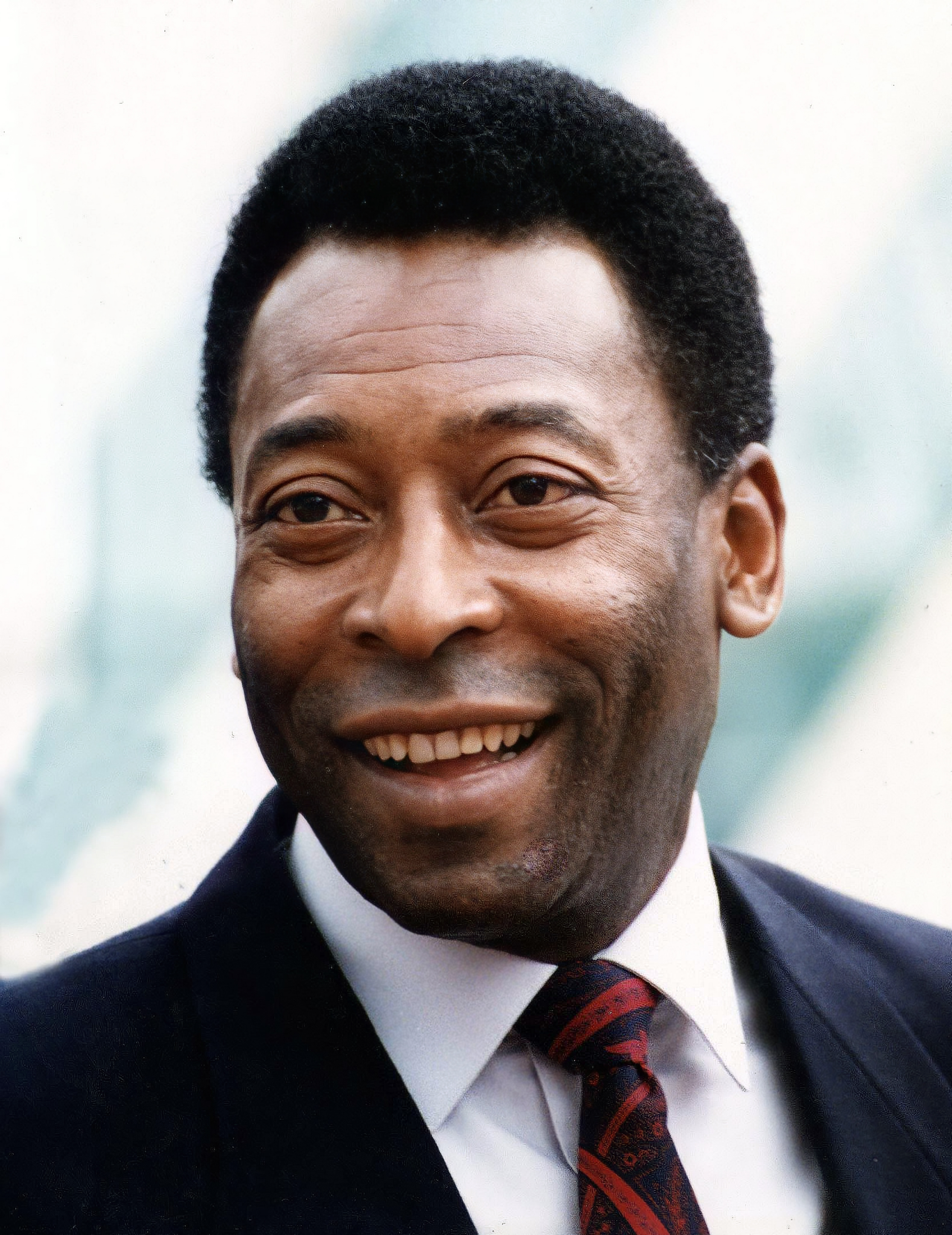
Den brasilianske fotbollsspelaren Pelé avled 29 december, 82 år gammal.

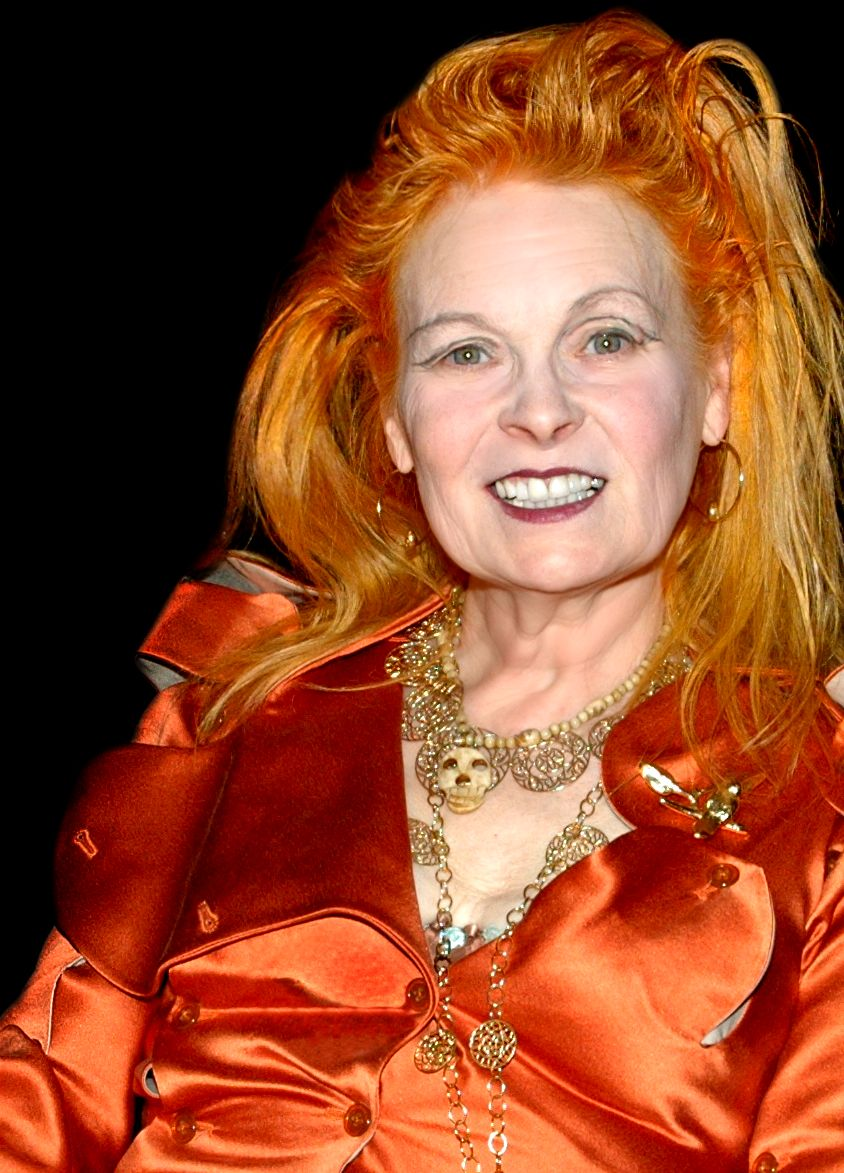
Den brittiska modeskaparen Vivienne Westwood avled 29 december, 81 år gammal.

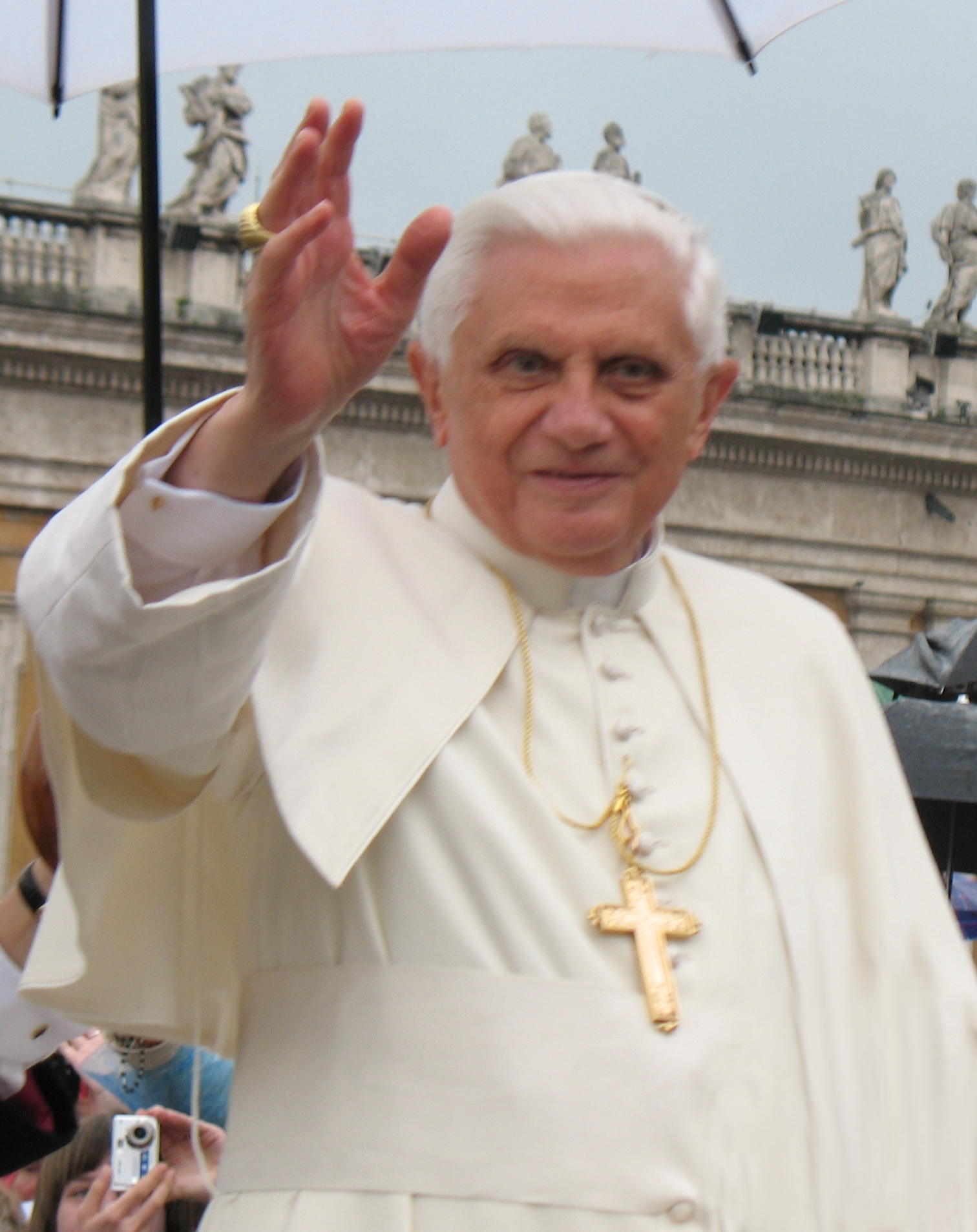
Den tyskfödde Benedictus XVI, romersk-katolska kyrkans påve 2005–2013, avled 31 december, 95 år gammal.

- 1 december – Ercole Baldini, 89, italiensk tävlingscyklist, olympisk guldmedaljör 1956.[806]
- 1 december – Mylène Demongeot, 87, fransk skådespelare, radiokolumnist och författare.[807]
- 2 december – Yoshio Kikugawa, 78, japansk fotbollsspelare.[808]
- 2 december – Al Strobel, 82, amerikansk skådespelare.[809]
- 3 december – Karl-Johan Hansson, 83, finländsk teolog och musikforskare.[810]
- 3 december – Svenne Hedlund, 77, svensk sångare, i bland annat The Hep Stars och Svenne & Lotta.[811]
- 3 december – Jim Kolbe, 80, amerikansk republikansk politiker, representanthusledamot 1985–2007.[812]
- 3 december – Volodymyr Kozjuchar, 81, ukrainsk klassisk dirigent.[813]
- 3 december – Älzjan Zjarmuchamedov, 78, kazakisk (sovjetiskfödd) basketspelare och tränare, OS-medaljör och EM-vinnare.[814]
- 4 december – Nick Bollettieri, 91, amerikansk tennistränare.[815]
- 4 december – Manuel Göttsching, 70, tysk musiker och kompositör.[816]
- 4 december – Karl Merkatz, 92, österrikisk skådespelare.[817]
- 4 december – Gino Scarpa, 98, italiensk-norsk målare, skulptör och grafisk formgivare.[818]
- 4 december – Patrick Tambay, 73, fransk racerförare, TV-kommentator och politiker.[819]
- 5 december – Kirstie Alley, 71, amerikansk skådespelare.[820]
- 5 december – Jim Stewart, 92, amerikansk musikproducent och skivbolagsägare, medgrundare av Stax Records.[821][822]
- 6 december – Risto Alapuro, 78, finländsk sociolog.[823]
- 6 december – Jet Black, 84, brittisk musiker (trumslagare) i The Stranglers.[824][825]
- 6 december – Ichirou Mizuki, 74, japansk kompositör, sångtextförfattare, sångare och röstskådespelare.[826]
- 6 december – François Tanguy, 64, fransk teaterregissör.[827]
- 8 december – Björn Henriksson, 80, svensk filmfotograf.[828]
- 8 december – Martha Hildebrandt, 97, peruansk lingvist och politiker, kongressledamot (1995–2001 och 2006–2011) och kongressens talman 1999–2000.[829]
- 9 december – Joseph Kittinger, 94, amerikansk flygvapenofficer, pilot, fallskärmshoppare och ballongflygare.[830]
- 10 december – Beryl Grey, 95, brittisk balettdansare.[831]
- 11 december – Angelo Badalamenti, 85, amerikansk kompositör, bland annat inom film- och TV-musik.[832]
- 11 december – Wolf Erlbruch, 74, tysk postmodernistisk illustratör och barnboksförfattare.[833]
- 12 december – Åke Sagrén, 87, svensk militär, bland annat arméchef.[834]
- 13 december – Maria Fahl Vikander, 71, svensk skådespelare.[835]
- 13 december – Kim Simmonds, 75, brittisk gitarrist och sångare i Savoy Brown.[836]
- 14 december – Jan-Gunnar Isberg, 75, svensk militär.[837]
- 15 december – Dino Danelli, 78, amerikansk musiker (trumslagare) i The (Young) Rascals.[838][839]
- 15 december – Håkan Lindquist, 64, svensk författare.[840][841]
- 16 december – Siniša Mihajlović, 53, serbisk (jugoslaviskfödd) fotbollsspelare och fotbollstränare.[842][843]
- 16 december – Jose Maria Sison, 83, filippinsk politiker och aktivist, grundare av och ledare för det mer maoistiskt inriktade filippinska kommunistpartiet.[844]
- 16 december – Shirley Watts, 84, brittisk skulptör, konstnär och hästuppfödare, hustru till Charlie Watts 1964–hans död 2021.[845][846]
- 17 december – Charlie Gracie, 86, amerikansk gitarrist och sångare.[847]
- 17 december – Archer Maclean, 60, brittisk datorspelsutvecklare.[848]
- 17 december – Anders Nyström, 89, svensk skådespelare.[849]
- 17 december – Nélida Piñon, 78, brasiliansk författare.[850][851]
- 17 december – Urmas Sisask, 62, estnisk tonsättare.
- 18 december – Martin Duffy, 55, brittisk musiker, keyboardist i Felt, Primal Scream och The Charlatans.[852][853]
- 18 december – Terry Hall, 63, brittisk sångare och låtskrivare (The Specials, Fun Boy Three, The Colourfield och Vegas).[854][855]
- 19 december – Per-Ola Lindberg, 82, svensk simmare.[856]
- 19 december – Don McKenney, 88, kanadensisk ishockeyspelare och ishockeytränare.[857]
- 20 december – Maya Ruiz-Picasso, 87, fransk konstkurator, dotter och arvtagare till Pablo Picasso.[858]
- 22 december – Thom Bell, 79, amerikansk (jamaicanskfödd) kompositör, arrangör och skivproducent, en av skaparna av Philly Soul.[859]
- 22 december – Stephan Bonnar, 45, amerikansk MMA-utövare.[860]
- 22 december – Anton Tkáč, 71, slovakisk tävlingscyklist och olympisk guldmedaljör (tävlade för Tjeckoslovakien).[861]
- 23 december – George Cohen, 83, brittisk (engelsk) fotbollsspelare.[862]
- 23 december – Odette Roy Fombrun, 105, haitisk författare, historiker och intellektuell, delaktig i författandet av landets nya konstitution 1987.[863]
- 23 december – Maxi Jazz (Maxwell Fraser), 65, brittisk musiker (sångare) och låtskrivare i Faithless.[864]
- 23 december – Massimo Savić, 60, kroatisk sångare.[865]
- 23 december – Philippe Streiff, 67, fransk racerförare.[866]
- 23 december – Ella Tengbom-Velander, 101, svensk moderat politiker.[867]
- 24 december – Vittorio Adorni, 85, italiensk tävlingscyklist (segrare i Giro d’Italia 1965 och världsmästare i linjelopp 1968).[868]
- 24 december – Elena Gianini Belotti, 93, italiensk författare och pedagog.[869]
- 24 december – John Bird, 86, brittisk (engelsk) skådespelare, författare och satiriker.[870]
- 24 december – Franco Frattini, 65, italiensk politiker, utrikesminister 2002–2004 och 2008–2011 samt EU-kommissionär 2004–2008.[871]
- 24 december – Irène K:son Ullberg, 92, svensk målare, tecknare och grafiker.[872]
- 24 december – Kathy Whitworth, 83, amerikansk golfspelare.[873]
- 25 december – Jean Blondel, 93, fransk statsvetare.[874]
- 25 december – Lennart Rönnberg, 84, svensk militär.[875]
- 26 december – Dorothy Iannone, 89, amerikansk bild- och videokonstnär, illustratör och grafiker.[876]
- 26 december – Lasse Lönndahl, 94, svensk sångare och skådespelare.[877]
- 27 december – Imre Szöllősi, 81, ungersk kanotist och olympisk silvermedaljör.[878]
- 28 december – Black Stalin (Leroy Calliste), 81, trinidadisk soca- och calypsoartist (sångare och textförfattare).[879][880]
- 28 december – Arata Isozaki, 91, japansk arkitekt.[881]
- 28 december – Carl Serung, 64, svensk affärsman inom porrbranschen.[882]
- 29 december – Eduard Artemjev, 85, rysk (sovjetiskfödd) kompositör av elektronisk musik och filmmusik (däribland Solaris, Spegeln och Stalker).[883]
- 29 december – Keenan Cahill, 27, amerikansk youtubeprofil.[884]
- 29 december – Ruggero Deodato, 83, italiensk filmregissör och manusförfattare.[885]
- 29 december – Maximilian av Baden, 89, tysk markgreve och överhuvud för huset Baden sedan 1963.[886]
- 29 december – Pelé, 82, brasiliansk fotbollsspelare.[887]
- 29 december – Willem de Ridder, 83, nederländsk konstnär och radio- och tidningsskapare, en av Fluxusrörelsens grundare.[888]
- 29 december – Edgar Savisaar, 72, estnisk politiker, premiärminister 1991–1992 och Tallinns borgmästare 2001–2004 och 2007–2015.[889]
- 29 december – Ian Tyson, 85, kanadensisk sångare, tidigare medlem av duon Ian and Sylvia.
- 29 december – Vivienne Westwood, 81, brittisk modeskapare.[890]
- 30 december – Barbara Walters, 93, amerikansk journalist och nyhetsankare.[891]
- 31 december – Sergej Bautin, 55, rysk (sovjetiskfödd) ishockeyspelare, OS-guldmedaljör 1992.[892]
- 31 december – Benedictus XVI, 95, tyskfödd påve för romersk-katolska kyrkan 2005–2013.[893]
- 31 december – Jeremiah Green, 45, amerikansk musiker, trumslagare i Modest Mouse.[894]
- 31 december – Kjerstin Halden, 99, svensk målare och grafiker.[895]
- 31 december – Anita Pointer, 74, amerikansk musiker, kompositör och förläggare, sångare i The Pointer Sisters.[896]
- 31 december – Bert-Åke Varg, 90, svensk skådespelare och sångare.[897]